# Liste fränkischer Rittergeschlechter

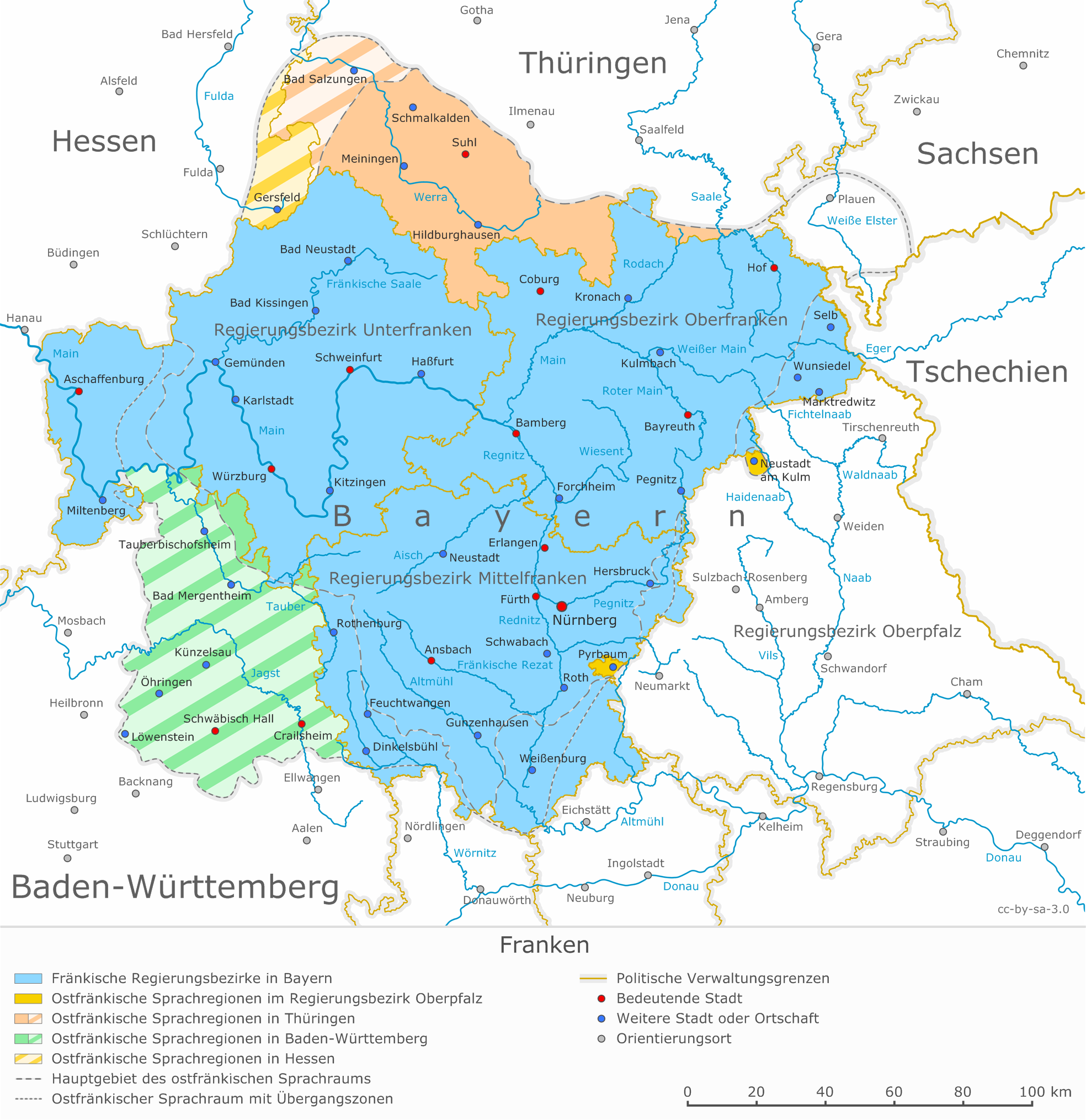
Das heutige Franken mit Sprachregionen

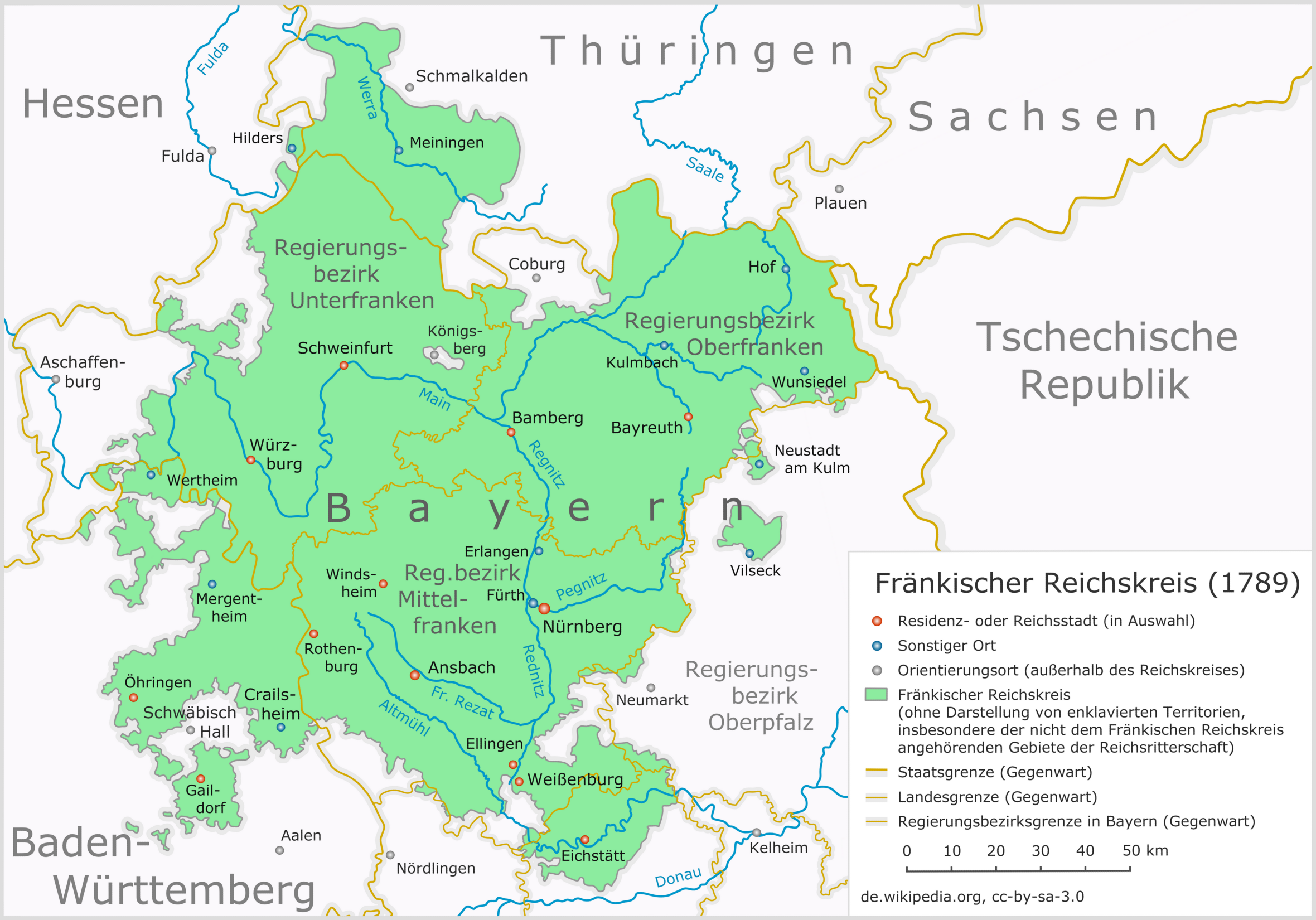
Ausdehnung des Fränkischen Reichskreises 1789

Die Liste fränkischer Rittergeschlechter bietet eine Übersicht über Adelsgeschlechter, die in Franken bzw. im Fränkischen Reichskreis ihren Stammsitz hatten oder über Burgen und Schlösser samt Besitzungen verfügten. Im Fränkischen Reichskreis des Heiligen Römischen Reichs waren reichsunmittelbare geistliche und weltliche Fürsten, Grafen und Herren sowie die Reichsstädte vertreten. Die reichsfreien Ritter, die in dem Reichskreis keine Stimme hatten, organisierten sich ab etwa 1512 im Fränkischen Ritterkreis selbst.
Während einige Familien zu unterschiedlichen Zeitpunkten in der Geschichte im Mannesstamm ausgestorben sind, haben andere noch zahlreiche lebende Namensträger in Deutschland und darüber hinaus.

## Abgrenzungskriterien der Liste
Auch wenn es in der Regel immer fließende bzw. unterschiedlich durchlässige Grenzen zu den Kriterien gibt, wurde folgende Abgrenzung bei der Auswahl der Familien in dieser Liste angewendet:
- Räumliche Abgrenzung: Die Familie hatte Besitzungen innerhalb des früheren bzw. auch heutigen Raumes Franken. Die Familie war in der Region mindestens mit einem Rittersitz oder größeren Besitzungen/Lehen vertreten.
- Zeitliche Abgrenzung: Die Familie befand sich in der Region vor dem Ende des Heiligen Römischen Reiches 1806.
- Abgrenzung nach Ständen: Der Schwerpunkt der Liste liegt auf dem Niederadel (kein reiner Hochadel, siehe Liste hochadeliger Familien in Franken). Grafen- und Fürstenhäuser sind nur gelistet, wenn sie auch in der reichsfreien Ritterschaft genannt sind. Als Landadel können die hier aufgezählten Familien eventuell auch als Linie aus dem Bürgertum hervorgegangen sein, etwa geadelte Patrizierfamilien der großen Städte, wie Nürnberg, siehe z. B. Patriziat (Nürnberg). Neben den reinen Patrizierfamilien gab es Familienlinien im reichsfreien Landadel und auch landadelige Familien, die sich als Patrizier in Nürnberg etabliert hatten.

## Reichsritterschaft

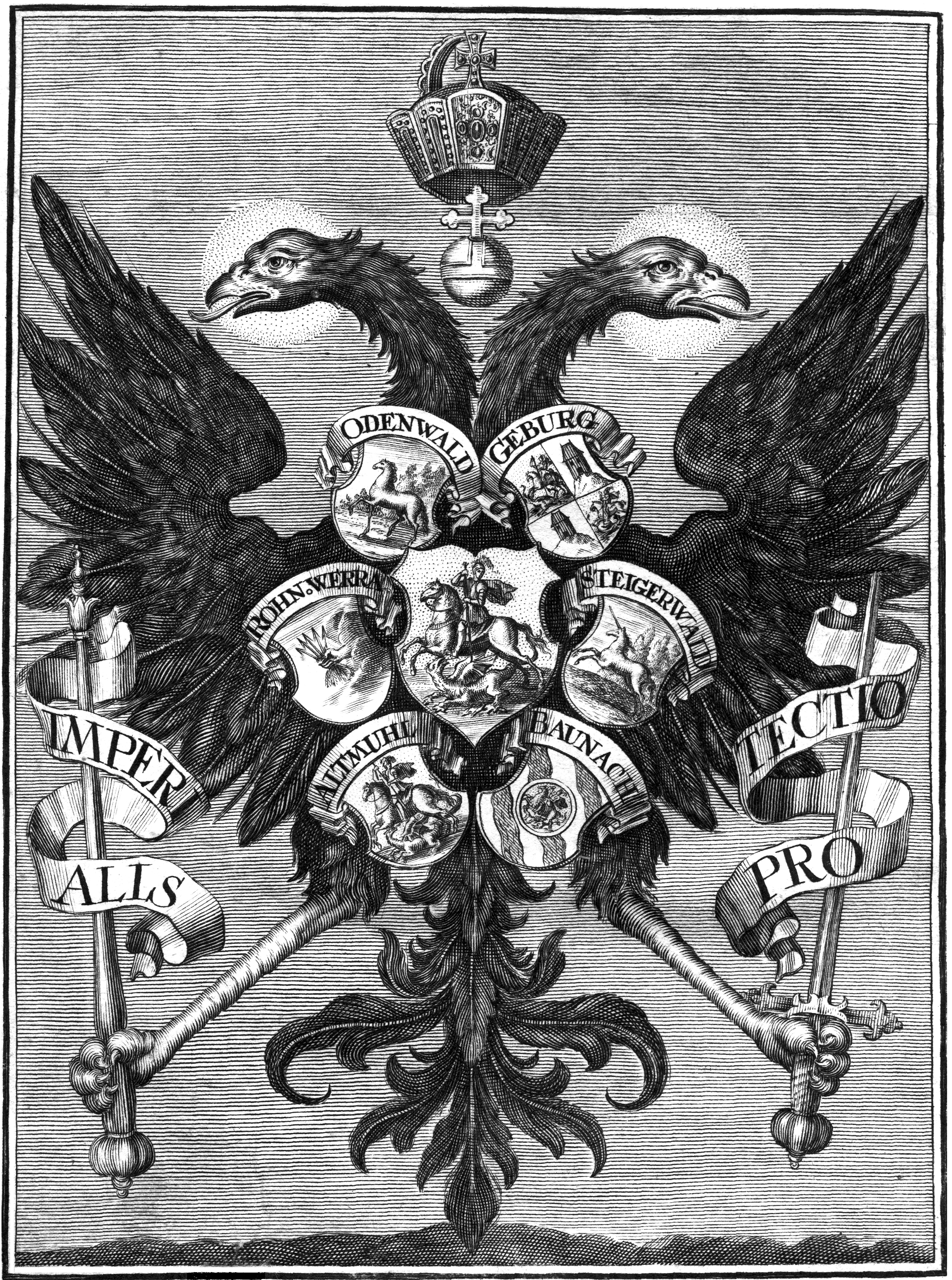
Des heiligen Römischen Reichs ohnmittelbahr = Freyer Ritterschafft Der Sechs Ort in Francken, 1720

Die Besonderheit fränkischer Ritter im Mittelalter ist ihre häufige Stellung als reichsfreie Ministeriale bzw. als Angehörige der Reichsritterschaft. Fließende Übergänge von Franken nach Altbayern, Schwaben, Thüringen (siehe auch Liste thüringischer Rittergeschlechter), Obersachsen und Böhmen (auch über Streubesitze) sind häufig anzutreffen (siehe beispielsweise auch Fränkischer Reichskreis oder auch Egerland und Vogtland). Die Ritter haben in Franken beim Ausbau von Siedlungen und dem Errichten kleiner Rittersitze einen wichtigen Beitrag zur Besiedlung und Identität der Region geleistet. Viele dieser Familien sind durch Verwandtschaften oder Besitzfolgen miteinander verbunden.
Sie standen im Spannungsfeld mit den immer wichtiger werdenden Territorialherren, wie den Burggrafen von Nürnberg, den Vögten von Weida oder den Bischöfen von Bamberg und Würzburg.
Die Ritter organisierten sich im Fränkischen Ritterkreis – unterteilt in:
- Ritterkanton Altmühl
- Ritterkanton Baunach
- Ritterkanton Gebürg
- Ritterkanton Odenwald
- Ritterkanton Rhön-Werra
- Ritterkanton Steigerwald

## Vogtländische Ritterschaft
Der Begriff der Vogtländischen Ritterschaft bringt nicht die geographische Herkunft einer bestimmten Adelsfamilie zum Ausdruck, sondern beschreibt den korporativen Zusammenschluss des im ehemaligen Fürstentum Brandenburg-Kulmbach landsässigen Adels. In den fränkischen Hochstiften, wo die adeligen Domkapitel maßgeblichen Einfluss auf die Politik des aus ihren Reihen gewählten Fürstbischofs ausüben konnten, gelangte die „Freie Reichsritterschaft“ zu einer besonderen Blüte. Im Gegensatz dazu stellte sich im Fürstentum Brandenburg-Kulmbach das gleichbleibende Hausinteresse der Hohenzollern, deren Unabhängigkeit gegenüber dem Adel und das straffere politische Gefüge innerhalb des Territoriums dem Freiheits- und Unabhängigkeitsdrang des Adels mit Nachdruck entgegen. So konnte sich innerhalb des von den Hohenzollern regierten Landes nur eine Adelsgesellschaft zwischen reinem Landsassiat und freier Reichsritterschaft, eben das „Corpus Voitlandicum“ oder die „Vogtländische Ritterschaft“, ausbilden. Die Mitgliedschaft in der Vogtländischen Ritterschaft begründete sich nicht in der Abstammung aus einer besonderen Familie, sondern war ausschließlich über den Besitz eines derselben inkorporierten Ritterguts möglich. Diese Güter verteilten sich über die markgräflichen Landes- bzw. Amtshauptmannschaften Bayreuth, Hof, Kulmbach und Wunsiedel. Im Unterland gab es keine Vogtländischen Rittergüter.

## Auflistungen in Wappenbüchern
Der ältere Teil des Scheiblerschen Wappenbuches aus der Zeit von 1450 bis 1480 enthält unter anderem 62 sehr frühe Wappendarstellungen von zusammengefasst 60 den Franken zugeschriebenen Familien. Diese sind hier vollständig abgebildet, abgesehen von sechs Familien, die als reiner Hochadel gelten dürften und weiteren sechs Familien, die bislang noch nicht identifiziert werden konnten (genaue Listung unter: Scheiblersches Wappenbuch). Ebenfalls aus dem 15. Jahrhundert stammt der Ingeram-Codex, der zudem Hinweise auf Adelsgesellschaften liefert. Im Wappenbuch von Johann Siebmacher von 1605 befinden sich im Kapitel Frenkische 150 Wappen (siehe auch Commons), die in diese Liste eingearbeitet sind. Auch andere Kapitel, vor allem aus den benachbarten Regionen, lieferten weitere Familiennennungen, die für Franken von Bedeutung sind.
Cord Ulrichs hat in seiner Studie über die Entwicklung zur Reichsritterschaft Kantonslisten von 1520 für Rhön-Werra, von 1529 für Rhön-Werra, Steigerwald und Gebürg und 1550 für Odenwald transkribiert. Diese Listen wurden hier vollständig berücksichtigt (Details im jeweiligen Ritterkanton-Artikel). Die genealogischen Werke von Johann Gottfried Biedermann um 1750 bieten eine Übersicht über die reichsfreien Geschlechter, die er nach Ritterkantonen gliederte. Seine Register bezüglich des Kantons Gebürg und des Kantons Odenwald sind ebenfalls vollständig eingearbeitet.

## Liste fränkischer Rittergeschlechter

### A
| Name                               | Zeitraum   | Stammsitz/Ursprung Kanton Anmerkungen                                                                                 | Persönlichkeiten | Wappen |
| ---------------------------------- | ---------- | --- | --- | ------ |
| Abenberg                           | 1040–1200  | Grafen von Abenberg mit Burg Abenberg, Cadolzburg                                                                     | |        |
| Abenberg                           |            | Reichsritter im Kanton Altmühl und Steigerwald                                                                        | |        |
| Absberg                            | ?–1647     | Absberg mit Burg Absberg, Kanton Odenwald und Altmühl                                                                 | Barbara von Absberg (1435–1456) Heinrich IV. von Absberg (1409–1492) Hans Thomas von Absberg (1477–1531)                                         |        |
| Adelsheim Aletzheim                |            | Adelsheim, Kanton Odenwald                                                                                            | |        |
| Altenstein                         | ?–1878     | Burg Altenstein mit Altenstein und Pfaffendorf bei Maroldsweisach, Kanton Baunach, später auch Gebürg und Steigerwald | |        |
| Angelach                           | 1255–1608  | Waldangelloch, Kanton Odenwald                                                                                        | |        |
| Ansbach                            | [ Anm. 1 ] | Kanton Odenwald (1550)                                                                                                | |        |
| Arnim Ahrn                         | 1204–heute | Kanton Gebürg (1529)                                                                                                  | |        |
| Aschhausen                         | ?–1657     | Aschhausen mit Burg Aschhausen, Kanton Odenwald                                                                       | Johann Gottfried I. von Aschhausen (1575–1622)                                                                                                   |        |
| Aufseß                             | 1114–heute | Aufseß, Schloss Oberaufseß, Kanton Gebürg                                                                             | Conrad von Aufseß Friedrich III. von Aufseß (bis 1440) Jodokus von Aufseß (1671–1738) Hans Philipp Werner Freiherr von und zu Aufseß (1801–1872) |        |
| Avila zu Königshofen an der Tauber |            | Kanton Odenwald | |        |

### B
| Name                                                              | Zeitraum     | Stammsitz/Ursprung Kanton Anmerkungen                                                                                   | Persönlichkeiten | Wappen                 |
| ----------------------------------------------------------------- | ------------ | --- | --- | ---------------------- |
| Balitzheim                                                        |              | Kanton Odenwald (1550)                                                                                                  | |                        |
| Baltzhoven                                                        | [ Anm. 1 ]   | Kanton Odenwald (1550)                                                                                                  | |                        |
| Bastheim                                                          | 1180–1848    | Bastheim, Reyersbach, Simonshof, Kanton Rhön-Werra                                                                      | | von Bastheim           |
| Bartenstein                                                       | 1234–1334    | Bartenstein | Gernod von Bartenstein, Heinrich von Bartenstein, Seifried von Bartenstein | Siegel der Bartenstein |
| Baum von Baumsdorf                                                | bis 1725     | z. B. in Leupoldsgrün                                                                                                   | |                        |
| Bayersdorff Baiersdorf Baierstorf                                 | 1123–?       | Baiersdorf bei Altenkunstadt, Kanton Gebürg                                                                             | Ritter Luitpold von Baiersdorf |                        |
| Berg                                                              |              | Berg | |                        |
| Berg genannt Schrimpf Schrimpf genannt von Berg Schrimpf vom Berg |              | | Elsa von Berg-Schrimpf, Ordensgründerin der „Blauen Schwestern von der Hl. Elisabeth“ Ritter Wolfram Schrimpf Kaspar von Berg genannt Schrimpf |                        |
| Berlichingen                                                      | 1194–heute   | Berlichingen mit Burg Berlichingen, Kanton Odenwald                                                                     | Götz von Berlichingen (um 1480–1562) |                        |
| Bernheim                                                          |              | Kanton Steigerwald | |                        |
| Bernholt                                                          |              | Kanton Odenwald, später auch im Elsass                                                                                  | |                        |
| Berolzheim                                                        |              | Burg Berolzheim in Markt Berolzheim                                                                                     | |                        |
| Bertram                                                           |              | Kanton Odenwald | |                        |
| Bettendorf                                                        | bis 1942     | Kanton Odenwald wegen Obereubigsheim und Niederhofheim (1694 erworben), Gissigheim (1702 erworben), siehe auch Schwaben | |                        |
| Biberern Biberehren                                               |              | Bieberehren, Kanton Odenwald                                                                                            | |                        |
| Bibra                                                             | 1151–heute   | Bibra, Kanton Rhön-Werra, Baunach, Gebürg, Altmühl und Steigerwald                                                      | Kilian von Bibra (1425–1494) Wilhelm von Bibra (1442–1490) Albrecht von Bibra († 1511) Lorenz von Bibra (1459–1519) Konrad III. von Bibra (1490–1544) Christoph Erhard von Bibra (1656–1706) Johann Ernst von Bibra (1662–1705) Heinrich Karl von Bibra (1666–1734) Johann Philipp Karl Josef von Bibra (1706; † 1758) Heinrich von Bibra (1711–1788) Siegmund von Bibra (1750–1803) Franz Ludwig Ignatz von Bibra (* 1735; † 1790) Carl Friedrich Wilhelm Gottlob von Bibra (* 1770; † 1842) Christian E. H. von Bibra (1772–1844) August von Bibra (1775–1844) Bertold von Bibra (1804–1878) Ernst von Bibra (1806–1878) |                        |
| Bickenbach                                                        | 1130–?       | Bickenbach, Kanton Odenwald und Steigerwald                                                                             | Markward II. von Bickenbach (bis 1288) |                        |
| Bilversheim Pülfringen                                            | 1050–?       | Pülfringen bei Königheim                                                                                                | Heinrich I. von Bilversheim (bis 1257) |                        |
| Blanckenberg                                                      |              | Blankenberg | |                        |
| Blanckenfels Blankenfels Plankenfels                              | 1217–?       | Plankenfels, Kanton Gebürg                                                                                              | |                        |
| Blassenberg siehe Plassenberg                                     | siehe unten  | siehe unten | siehe unten | siehe unten            |
| Blümlein Flosculus                                                | 1164–1488    | Fuchsstatt | |                        |
| Bobenhausen Babenhausen genannt Mernolf                           |              | Kanton Odenwald und Rhön-Werra                                                                                          | Heinrich von Bobenhausen († 1595) |                        |
| Bonn in der Bergstraße                                            |              | Kanton Odenwald | |                        |
| Boxberger Boxberg                                                 |              | | |                        |
| Brackenlohr                                                       | 1284–um 1452 | | |                        |
| Brandt Brand Prandtner                                            | 1221–heute?  | Brand bei Marktredwitz, Kanton Gebürg                                                                                   | Jobst von Brandt (1517–1570) |                        |
| Brandenstein                                                      | 1282–heute   | Burg Brandenstein, Burg Wüstenstein bei Wiesenthal Kanton Gebürg                                                        | Wolfgang Adam von Brandenstein zu Wüstenstein |                        |
| Brende                                                            |              | Ministerialen auf der Burg Salzburg, Kanton Rhön-Werra (1520)                                                           | |                        |
| Buches zu Seeligenstadt                                           |              | Zweig der Buches zu Wasserlos in Seligenstadt, Kanton Odenwald                                                          | |                        |
| Bünau                                                             |              | Kanton Gebürg | Heinrich von Bünau (1697–1762) Rudolf von Bünau (1762–1841) Rudolf von Bünau (1804–1866) Rudolf von Bünau (1890–1962) |                        |
| Burdian                                                           |              | | |                        |
| Burleswagen                                                       |              | Schloss Burleswagen, Satteldorf-Burleswagen                                                                             | |                        |
| Buttlar Buttlar gen. Neuenburg                                    |              | Kanton Rhön-Werra | |                        |

### C
| Name                             | Zeitraum      | Stammsitz/Ursprung Kanton Anmerkungen                                                     | Persönlichkeiten                                                                                                  | Wappen     |
| -------------------------------- | ------------- | ----------------------------------------------------------------------------------------- | --- | ---------- |
| Capler von Oedheim genannt Bautz | 1235–1967     | Oedheim, Schloss Oedheim, Kanton Odenwald                                                 | Dietrich Capler von Oedheim genannt Bautz (1876–1967), Hans Wolfgang Capler von Oedheim genannt Bautz (1870–1917) |            |
| Cappel                           |               | Schloss Haßlach bei Stockheim (zerstört), Heubelsdorf? (= Seibelsdorf) Kanton Gebürg 1529 | | von Cappel |
| Cottenau                         | 1289-17. Jhd. | Cottenau                                                                                  | |            |
| Crailsheim                       | –heute        | Crailsheim, Kanton Altmühl, Steigerwald und Odenwald                                      | |            |

### D
| Name                                      | Zeitraum      | Stammsitz/Ursprung Kanton Anmerkungen                                               | Persönlichkeiten                                                   | Wappen      |
| ----------------------------------------- | ------------- | ----------------------------------------------------------------------------------- | ------------------------------------------------------------------ | ----------- |
| Dachröden zu Unterbalbach                 |               | Unterbalbach, Kanton Odenwald                                                       | Karl Friedrich von Dacheröden (1732–1809)                          |             |
| Degenfeld                                 |               | Kanton Odenwald wegen Rothenberg und Rhön-Werra wegen Vollmerz, siehe auch Schwaben | siehe Hauptartikel                                                 |             |
| Dettelbach                                |               | Kanton Steigerwald                                                                  |                                                                    |             |
| Diemar                                    |               | Kanton Rhön-Werra                                                                   |                                                                    | Die Diemar  |
| Dietenhofen                               | 1235–vor 1368 | Wasserburg Dietenhofen in Dietenhofen                                               |                                                                    |             |
| Didelzheim                                |               | Kanton Odenwald (1550)                                                              |                                                                    |             |
| Dobeneck                                  | 1279–heute    | Dobeneck bei Rehau, Kanton Steigerwald und Gebürg (1529)                            |                                                                    |             |
| Döhlau zu Jaxtheim                        |               | Jagstheim, Kanton Odenwald                                                          |                                                                    |             |
| Donndorf                                  | 1398–heute    | Donndorf, Landkreis Bayreuth                                                        |                                                                    | von Dondorf |
| Dottenheim                                |               | Dottenheim, z. B. zu Messelhausen                                                   | Karl von Dottenheim, im 15. Jahrhundert Lehensherr von Oberleinach |             |
| Drossendorf                               |               | Kanton Gebürg                                                                       |                                                                    |             |
| Dürn                                      |               | Walldürn, Kanton Odenwald und Rhön-Werra                                            |                                                                    |             |
| Dürriegel von Riegelstein siehe Türriegel | siehe unten   | siehe unten                                                                         | siehe unten                                                        | siehe unten |

### E
| Name                                      | Zeitraum                | Stammsitz/Ursprung Kanton Anmerkungen | Persönlichkeiten | Wappen             |
| ----------------------------------------- | ----------------------- | --- | --- | ------------------ |
| Eberbach                                  |                         | Kanton Odenwald | Gebeno von Eberbach (13. Jh.) |                    |
| Ebersberg genannt von Weyhers auch Weyers |                         | Kanton Rhön-Werra | |                    |
| Eberstein                                 |                         | Kanton Rhön-Werra | | von Eberstein      |
| Echter                                    | 12. Jh.–17. Jahrhundert | z. B. zu Mespelbrunn, Kanton Odenwald | Julius Echter von Mespelbrunn (1545–1617) |                    |
| Eckersberg                                |                         | | |                    |
| Egloffstein                               | 1180–heute              | Egloffstein, Kanton Gebürg und Steigerwald | Leopold II. von Egloffstein (bis 1343) Johann I. von Egloffstein (bis 1411) Konrad von Egloffstein August Karl von und zu Egloffstein (1771–1834) Henriette Gräfin von Egloffstein (1773–1864) Julie Gräfin von Egloffstein (1792–1869) |                    |
| Ehenheim                                  | 1230–1645               | Ehenheim bei Martinsheim, Kanton Odenwald und Steigerwald                                                                                          | |                    |
| Ehrenberg                                 | 12. Jahrhundert–1647    | Burg Ehrenberg bei Heinsheim | |                    |
| Eicholzheim Aicholzheim                   | [ Anm. 1 ]              | Eicholzheim, Kanton Odenwald | |                    |
| Eltershofen                               |                         | Schloss Eltershofen bei Schwäbisch Hall, | |                    |
| Ellrichshausen                            |                         | Ellrichshausen bei Satteldorf, Kanton Odenwald | | von Ellrichshausen |
| Elm                                       |                         | Kanton Rhön-Werra | |                    |
| Eltershofen                               |                         | Eltershofen die Burg Eltershofen, z. B. Eltershofen zu Oberlauda, Kanton Odenwald und Altmühl                                                      | | von Eltershofen    |
| Embs                                      |                         | | | von Embs           |
| Emmendorfer                               | 1119–15. Jahrhundert    | z. B. auf Burg Rumburg | |                    |
| Erer von Sanzenbach Ehrer                 |                         | Schloß Sanzenbach Zweig der Gmünder, Heilbronner und Haller Patrizierfamilie Erer (Ehrer) z. B. Erer von Sanzenbach zu Crailsheim, Kanton Odenwald | |                    |
| Erffa                                     | 859–heute               | Friedrichswerth (früher Erffa), Kanton Odenwald | |                    |
| Erthal                                    |                         | Kanton Rhön-Werra | Heinrich IV. von Erthal (13. Jahrhundert) Philipp Christoph von und zu Erthal (1689–1748) Karl Friedrich Wilhelm von Erthal (1717–1780) Franz Ludwig von Erthal (1730–1795) Friedrich Karl Joseph von Erthal (1719–1802)                | von Erthal         |
| Esel                                      | 12. Jahrhundert–um 1590 | Schloss Altenschönbach, Burgstall Illesheim | |                    |
| Eulner, auch Ulner von Dieburg            | vor 1300–1771           | Dieburg | | Die Eulner         |
| Eyb                                       | 1165–heute              | Eyb, heute Ortsteil der Stadt Ansbach, Kanton Altmühl und Odenwald                                                                                 | Ludwig von Eyb der Ältere (1417–1502) Albrecht von Eyb (1420–1475) Gabriel von Eyb (1455–1535) Martin von Eyb (bis 1594) Johann Martin von Eyb (1630–1704)                                                                              |                    |
| Eyllern                                   |                         | Kanton Odenwald (1550) | |                    |
| Eysack zu Jagstheim                       |                         | Jagstheim, Kanton Odenwald | |                    |

### F
| Name                                                                  | Zeitraum             | Stammsitz/Ursprung Kanton Anmerkungen | Persönlichkeiten | Wappen           |
| --------------------------------------------------------------------- | -------------------- | --- | --- | ---------------- |
| Falkenhausen                                                          |                      | Kanton Altmühl | | [ 25 ]           |
| Faulhaber von Wächtersbach und Orb Faulhaber zu Urb Fulhaber Vulhaber | 1221–1623 (?)        | Wächtersbach, Burggut Freihof in Bad Orb, Kanton Odenwald                                                                                        | Faulhaberin (16. Jahrhundert) | ,                |
| Fechenbach                                                            | 1319–1907            | Fechenbach bei Collenberg (unsicher!), Kanton Odenwald und Rhön-Werra                                                                            | Georg Karl Ignaz Freiherr von Fechenbach zu Laudenbach (1749–1808) |                  |
| Feilitzsch                                                            | 1390–heute           | Feilitzsch, vogtländischer Uradel, Kanton Gebürg                                                                                                 | Peter von Feilitzsch |                  |
| Finsterlohe Vinsterloe                                                | [ Anm. 1 ]           | z. B. in Laudenbach, Kanton Odenwald und Altmühl                                                                                                 | |                  |
| Fischborn                                                             |                      | Fischborn bei Birstein | |                  |
| Forstmeister Forstmeister von Lebenhan                                |                      | Ministerialen auf der Burg Salzburg, Besitz in Lebenhan, Kanton Rhön-Werra                                                                       | | Die Forstmeister |
| Förtsch von Thurnau                                                   | 1239–1551            | Thurnau, Kanton Gebürg | |                  |
| Frankenstein                                                          | 1115–heute           | Aus der Familie von Breuberg hervorgegangen, namensgebender Stammsitz dann Burg Frankenstein an der Bergstrasse, Kanton Odenwald und Steigerwald | Rudolf von und zu Frankenstein (16. Jahrhundert) Johann Karl von und zu Franckenstein (17. Jahrhundert) Johann Philipp Anton Freiherr von und zu Franckenstein (18. Jahrhundert) Johann Philipp Ludwig Ignaz von Frankenstein (1700–1780) |                  |
| Fronhofen                                                             |                      | Kanton Odenwald und Altmühl | |                  |
| Fuchs                                                                 | 1109–1987            | Bimbach, Kanton Baunach, Kanton Odenwald und Steigerwald, Kanton Rhön Werra (1520), Kanton Gebürg (1529)                                         | Georg IV. Fuchs von Rügheim (bis 1561) Johann Georg II. Fuchs von Dornheim (1586–1633) |                  |
| Fuchsstadt                                                            |                      | Fuchsstadt, Kanton Rhön-Werra | |                  |
| Fulbach                                                               | 14. Jahrhundert–1576 | Kanton Baunach, Hessen-Fulda; auch Kämmer von Zeyl (Zail) genannt                                                                                | |                  |
| Furtenbach                                                            |                      | Kanton Steigerwald, siehe auch Schwaben | |                  |
| Furtenbach auf Reichenschwand                                         | 1371–1957            | Rittergut Reichenschwand, Burg Lichtenegg, Schloss Oberbürg, siehe auch Nürnberger Patriziat                                                     | Bonaventura I. Furtenbach (1498–1564) |                  |

### G
| Name                                                                                     | Zeitraum             | Stammsitz/Ursprung Kanton Anmerkungen | Persönlichkeiten | Wappen                 |
| ---------------------------------------------------------------------------------------- | -------------------- | --- | --- | ---------------------- |
| Gabel von Buchen zu Eberstadt                                                            |                      | Kanton Odenwald | |                        |
| Gännßen                                                                                  |                      | Kanton Odenwald (1550) | |                        |
| Gayling von Altheim Gayling Gailinge von Altheim Gailing von Altheim Geyling von Altheim |                      | Altheim, Kanton Odenwald | | [ 31 ]                 |
| Gans von Otzberg Ganz von Otzberg (seltener) Ganß von Otzberg (oder) Ganss von Otzberg   | ?–1698               | Wasserburg Schloß-Nauses, Veste Otzberg, Kanton Odenwald | | [ 32 ]                 |
| Gebsattel                                                                                | 1240–heute           | Fränkischer Uradel welcher mt Arno von Gebesedele 1240 erstmals erscheint. Mit gleichnamigem Stammhaus bei Rothenburg ob der Tauber. Der fränkischen Reichsritterschaft Kanton Rhön-Werra zugehörig. Immatrikuliert im Königreich Bayern bei der Freiherrnklasse am 11. März 1816. | Johann Philipp von Gebsattel (1555–1609) Lothar Anselm Freiherr von Gebsattel (1761–1846) |                        |
| Geilsdorf                                                                                | bis 1618             | Geilsdorf bei Burgstein, Kanton Gebürg | | von Geilsdorf          |
| Gemmingen                                                                                | 1165–heute           | Gemmingen, Kanton Odenwald | siehe Hauptartikel |                        |
| Geuder von Heroldsberg                                                                   | 1253–1963            | Kanton Gebürg | siehe Hauptartikel |                        |
| Geipel Geupel zu Schelkrippen und Hünerstein Geybell Geipel von Schöllkrippen            |                      | Kanton Odenwald | |                        |
| Geyer von Giebelstadt                                                                    | ?–1708               | Giebelstadt, Unterfranken, Landkreis Würzburg | Florian Geyer (um 1490–1525) |                        |
| Giech                                                                                    |                      | Giechburg, Burg Wiesentfels, Kanton Gebürg und Steigerwald | Carl Graf von Giech (1795–1863) | von Giech              |
| Gleichen siehe auch Gleichen gen. von Rußwurm                                            | 1162–1631            | Burg Gleichen, z. B. auf Russworm, Kanton Rhön-Werra | siehe Hauptartikel |                        |
| Gnodstadt Gnottstadt                                                                     | 1240–1533            | Kanton Rhön-Werra und Steigerwald | siehe Hauptartikel |                        |
| Goldochs                                                                                 |                      | Kanton Odenwald (1550) | |                        |
| Göler von Ravensburg                                                                     |                      | Kanton Odenwald, Ritterkanton Kocher | |                        |
| Gottsfeld Gotzfeld Gotzfeldt                                                             |                      | Gottsfeld bei Creußen, Kanton Gebürg | | [ 35 ]                 |
| Gotsman Gottsmann von Thurn Gotzmann von Thurn zu Neuhaus, Büg, Brand und Stopfenheim    | 1042(?) –1611        | Rittergut Büg bei Eckental, Schloss Thurn, Kanton Gebürg, Neuhaus-Schierschnitz | |                        |
| Graerodt Graenrodt                                                                       |                      | Kanton Odenwald | | [ 38 ]                 |
| Gravenreuth                                                                              | 1180–heute           | Grafenreuth | Georg Christoph von Gravenreuth Karl Ernst von Gravenreuth (1771–1826) |                        |
| Grecken von und zu Kochendorff                                                           | 13. Jahrhundert–1762 | Kochendorf bei Bad Friedrichshall, Kanton Odenwald | |                        |
| Greiffenclau                                                                             |                      | Kanton Baunach und Odenwald | Richard von Greiffenklau zu Vollrads (1467–1531) Georg Friedrich von Greiffenclau (1573–1629) Johann Philipp von Greiffenclau-Vollraths (1652–1719) Karl Philipp von Greiffenclau-Vollraths (1690–1754) |                        |
| Groß von Trockau                                                                         | 1287–heute           | Fränkischer Uradel. Erstmals genannt mit Poppo genannt der Groß im Jahr 1287. Das Stammschloss ist Schloss Trockau. Sie waren der fränkischen Reichsritterschaft Orts Gebürg zugehörig. Die Familie war in mehreren Linien aufgeteilt, die jetzige und einzige Linie geht aus einer früheren Seitenlinie hervor. Immatrikuliert im Königreich Bayern bei der Freiherrnklasse am 23. Juni 1813. | Heinrich III. Groß von Trockau (vor 1451–1501) Adam Friedrich Groß zu Trockau (1758–1840) Auguste Groß von Trockau (1845–1915)                                                                          | Die Grosen von Trockaw |
| Groschlag zu Dieburg Grawschlagk, Groschlag, Großenschlag, Grasloc                       | 1236–1799            | Fränkischer Uradel, Kanton Odenwald, Burgmannenfamilie der Burg Dieburg, 1687 eigenes Groschlag’sches Schloss in Dieburg, 1685 Freiherrenstand, eigene kleine Besitzungen nördlich Dieburgs und westlich Babenhausens, 1799 im Mannesstamm ausgestorben | |                        |
| Grumbach, ursprünglich „Wolfskeel von Grumbach“                                          | 1328–1682            | Erste (edelfreie) Familie von Grumbach vor 1130–1243, Eberhard von Wolfskeel kauft 1328 Schloss Burggrumbach bei Unterpleichfeld und nennt sich fortan „Wolfskeel von Grumbach“, seine Nachfahren sich in dieser Linie später nur noch „von Grumbach“ Schloss Grumbach in Rimpar Estenfeld, Kanton Rhön Werra                                                                                  | Wolfram Wolfskeel von Grumbach (1322–1333) Johann III. von Grumbach (1455–1466) Argula von Grumbach (1492–1568) Wilhelm von Grumbach (1503–1567)                                                        |                        |
| Grün Von der Grün                                                                        | 1246–heute           | Stammsitz Rodesgrün im ehemaligen Landkreis Naila, Flurbezeichnung in der Grün bei Wildenstein, einem Ortsteil von Presseck – weitere ehemalige Besitzungen in Thalheim, Rothenbruck, Finstermühle, Marlesreuth, Kanton Gebürg | Max von der Grün (1926–2005) | von der Grün           |
| Gründlach de Grindela, Herdegen von Gründlach, Grindela de Monto                         | 1140–1464            | Fränkisches Uradelsgeschlecht mit Stammsitz in Großgründlach, heute Stadtteil von Nürnberg | Herdegen von Gründlach, Reichsschenk (urk.1135–1191) Leopold I. von Gründlach (????–1303) |                        |
| Gundelsheim                                                                              | ?–1680               | Gundelsheim an der Altmühl bei Theilenhofen, Kanton Altmühl und Odenwald | Philipp von Gundelsheim (1487–1553) |                        |
| Gunsradt                                                                                 |                      | Kanton Odenwald (1550) | |                        |
| Gunzenrode                                                                               |                      | Kanton Odenwald | |                        |
| Guttenberg                                                                               | 1310–heute           | Guttenberg, Kanton Gebürg und Baunach | Johann Gottfried von Guttenberg (1645–1698) |                        |

### H
| Name                                            | Zeitraum     | Stammsitz/Ursprung Kanton Anmerkungen | Persönlichkeiten | Wappen                                                |
| ----------------------------------------------- | ------------ | --- | --- | ----------------------------------------------------- |
| Haberkorn                                       |              | Kanton Rhön-Werra | | von Haberkorn                                         |
| Habern zu Minnenberg und Laudenberg             |              | Kanton Odenwald | |                                                       |
| Habsberg                                        |              | Kanton Odenwald, siehe auch Schwaben | |                                                       |
| Hackhen                                         |              | Kanton Odenwald (1550) | |                                                       |
| Hagenbach                                       |              | Kanton Odenwald (1550) | |                                                       |
| Hahnsberg                                       |              | Kanton Rhön-Werra (1550) | |                                                       |
| Haide zu Königsheim                             |              | Königheim, Kanton Odenwald | |                                                       |
| Haldermannstetten Haltermannstetten             |              | Kanton Altmühl, siehe auch Schwaben | |                                                       |
| Hallenberg                                      |              | Hallenburg und Kleinherrschaft Steinbach-Hallenberg im 13. Jahrhundert | |                                                       |
| Handschuchsheim                                 |              | Handschuhsheim, Kanton Odenwald | |                                                       |
| Hanstein                                        | 1122–heute   | Gut Einberg (1620–1833), Kanton Rhön-Werra | Graf Alexander von Hanstein (1804–1884) |                                                       |
| Harthausen                                      |              | Kanton Odenwald | |                                                       |
| Hartheim                                        |              | von und zu Hartheim und Domeneck, Kanton Odenwald | |                                                       |
| Haßlach                                         | [ 37 ]       | Haßlach, Kanton Gebürg | |                                                       |
| Hattstadt zu Weibach und Werth                  |              | Kanton Odenwald | |                                                       |
| Hatzfeld                                        |              | Grafen und Fürsten, Kanton Odenwald | Franz von Hatzfeld (1633–1642) |                                                       |
| Hauder                                          |              | Kanton Odenwald (1550) | |                                                       |
| Haueisen                                        |              | Kanton Gebürg (1529) | |                                                       |
| Hausner von Heppenheim                          |              | Heppenheim, Kanton Odenwald | |                                                       |
| Haußenstein                                     |              | Kanton Odenwald (1550) | |                                                       |
| Hedersdorff Hettersdorf                         |              | Kanton Odenwald und Rhön-Werra | Johann Adolph von Hettersdorf (1678–1727) |                                                       |
| Hedickheim                                      |              | Kanton Odenwald | |                                                       |
| Heideck Haideck Heydeck                         | 1192–1752    | Heideck 1624 kein fränkischer Grundbesitz mehr vorhanden, Familie blühte zeitweise noch in Dänemark und zuletzt in Ostpreußen                                                                                  | Johann II. von Heideck († 1429) |                                                       |
| Heinach                                         |              | Kanton Steigerwald, siehe auch: Heinachshof | | von Heinach                                           |
| Helbe                                           |              | Kanton Rhön-Werra (1520) | |                                                       |
| Heldritt                                        |              | Heldritt bei Bad Rodach | |                                                       |
| Helmstatt                                       |              | Helmstatt, Kanton Odenwald um 1550, siehe auch Schwaben | |                                                       |
| Henlein                                         |              | Kanton Gebürg (1529) | |                                                       |
| Heppenheim genannt vom Saal                     | 1019–1684    | Gau-Heppenheim | siehe Hauptartikel |                                                       |
| Herbilstadt                                     |              | Rannungen, Kanton Rhön-Werra | |                                                       |
| Herda zu Assumstadt                             |              | zunächst Domeck, dann Assumstadt bei Möckmühl, Kanton Odenwald | |                                                       |
| Herdegen                                        |              | siehe Herdegen von Culm, Kanton Gebürg (1529) | | Die Herdegen                                          |
| Herdegen von Culm Herzog von Culm               |              | Kulm(berg), heute Sophienberg bei Haag | | Die Herzogen von Culm                                 |
| Hertenberg                                      |              | Stammsitz Hřebeny mit Besitz in Tröstau und Vordorf | |                                                       |
| Hertingshausen                                  |              | Kanton Odenwald | Friedrich III. von Hertingshausen (um 1400) |                                                       |
| Heßberg                                         | 1168–heute   | Burg Heßberg in Heßberg bei Veilsdorf, Kanton Baunach, später Rhön-Werra und Steigerwald | Heinrich IV. von Heßberg (bis 1207) Albrecht III. von Heßberg († 1382) Ludwig von Heßberg (1788–1872) |                                                       |
| Heßler – mehrere Familien!                      |              | Kanton Rhön-Werra (1520) | Georg Hessler (1427–1482) |                                                       |
| Hetzeldorff                                     | [ 37 ]       | Kanton Gebürg | |                                                       |
| Heusenstamm                                     | 942–?        | Kanton Odenwald, verzogen in Kaiserliche Erb Lande | Sebastian von Heusenstamm (1508–1555) |                                                       |
| Heußlein von Eußenheim                          | 1231–1870    | Eußenheim, Kanton Gebürg | Franz Anton Donat Heußlein von Eußenheim (1742–1805) Adam Joseph Maria Valentin Donat Heußlein von Eußenheim (1755–1830) Karl Anton Franz Donat Heußlein von Eußenheim (1756–1803) Carl Leo Heußlein von Eußenheim (1838–1870) |                                                       |
| Heydenab Haidnob                                |              | Kanton Gebürg (1529) | |                                                       |
| Hildebrande von Hildebrandseck                  |              | Kanton Odenwald | |                                                       |
| Hirschberg (verschiedene Familien?)             |              | Kanton Gebürg und Odenwald | |                                                       |
| Hirschhaid Hirschheydt                          | 1230–heute   | Hirschaid, Erbauer von Kohlstein, auch in Gößweinstein und Behringersmühle, Kanton Gebürg | |                                                       |
| Hirschhorn                                      | 12. Jh.–1632 | z. B. von und zu Hirschhorn und Zwingenberg, Kanton Odenwald | |                                                       |
| Hofwart                                         |              | z. B. von Kirchheim zu Widdern, Kanton Odenwald | |                                                       |
| Hohenberg                                       | 1222–?       | Burg Hohenberg in Hohenberg an der Eger | |                                                       |
| Hoheneck                                        | 1277–1816    | Reichsburg Hohenecken, Pfalz | siehe Hauptartikel |                                                       |
| Hölzel von Sternstein                           |              | Kanton Odenwald | |                                                       |
| Holz                                            |              | Kanton Odenwald | |                                                       |
| Holzschuher von Harrlach                        | 1228–heute   | Patrizierfamilie der Freien Reichsstadt Nürnberg im Kanton Gebürg | siehe Hauptartikel |                                                       |
| Hünder                                          |              | | | Die Hunder                                            |
| Hundt                                           |              | | |                                                       |
| Hund von Wenkheim Hund(t) von Wen(c)kheim Hundt |              | Wenkheim, Kanton Odenwald | Georg Hund von Wenkheim (1520–1572) |                                                       |
| Hürnheim Hirnheim                               | bis 1585     | Hürnheim bei Ederheim, Kanton Odenwald und in Schwaben | Hans Walther von Hürnheim (1500–1559), Eberhard II. von Hirnheim (1494–1560) |                                                       |
| Hutten                                          |              | Hutten zu Frankenberg nach Schloss Frankenberg Hutten zu Gronau (Huttenburg und Wasserschloss in Altengronau) Hutten zu Steckelberg nach Burg Steckelberg Kanton Rhön-Werra, Steigerwald, Baunach und Odenwald | Hans von Hutten (1477–1515) Ulrich von Hutten (1488–1523) Moritz von Hutten (1503–1552) Philipp von Hutten (1505–1546) Christoph Franz von Hutten (1673–1729) Franz Christoph von Hutten zum Stolzenberg (1706–1770)           | von Hutten zu Frankenberg · von Hutten zu Steckelberg |

### I
| Name                        | Zeitraum              | Stammsitz/Ursprung Kanton Anmerkungen                                          | Persönlichkeiten                                                                                               | Wappen |
| --------------------------- | --------------------- | ------------------------------------------------------------------------------ | --- | ------ |
| Imhoff                      | 13. Jahrhundert–heute | Patrizierfamilie der Freien Reichsstadt Nürnberg und Augsburg im Kanton Gebürg | siehe Hauptartikel                                                                                             |        |
| Ingelheim siehe auch Echter |                       |                                                                                | Philipp von Ingelheim (bis 1431) Anselm Franz von Ingelheim (1679–1695) Anselm Franz von Ingelheim (1683–1749) |        |

### J
| Name                     | Zeitraum | Stammsitz/Ursprung Kanton Anmerkungen                    | Persönlichkeiten | Wappen |
| ------------------------ | -------- | -------------------------------------------------------- | ---------------- | ------ |
| Jaan                     |          | Kanton Odenwald                                          |                  |        |
| Jacob von und zu Hollach |          | Kanton Odenwald                                          |                  |        |
| Jarstorff Jarsdorf       |          |                                                          |                  |        |
| Jaxtheim Jagstheim       |          | Kanton Altmühl wegen Obermögersheim, siehe auch Schwaben |                  |        |
| Jemmerer                 |          | Kanton Odenwald                                          |                  |        |

### K
| Name                                                | Zeitraum             | Stammsitz/Ursprung Kanton Anmerkungen | Persönlichkeiten                                                   | Wappen                      |
| --------------------------------------------------- | -------------------- | --- | ------------------------------------------------------------------ | --------------------------- |
| Kalb Kalb von Rheinheim                             |                      | Kanton Odenwald |                                                                    |                             |
| Kampfe von Gödau                                    |                      | Kanton Odenwald |                                                                    |                             |
| Keck zu Crailsheim und Burg unter Limpurg           |                      | Kanton Odenwald |                                                                    |                             |
| Kemmaten                                            | bis 1600             | Kemmaten bei Neustadt bei Coburg, Oberlind bei Sonneberg | Dorothea II. von Kemmaten, 1454–1455 Äbtissin im Kloster Sonnefeld |                             |
| Kemnath                                             |                      | Kemnath |                                                                    |                             |
| Von der Kere                                        |                      | Kanton Rhön-Werra |                                                                    |                             |
| Kilholz                                             | bis um 1345          | |                                                                    |                             |
| Kleebiß zu Greussenbach                             |                      | Kanton Odenwald |                                                                    |                             |
| Klengel                                             |                      | Kanton Odenwald |                                                                    |                             |
| Klinkhart Klinckhard zu Vockerod                    |                      | Vockenrot, Kanton Odenwald |                                                                    |                             |
| Knebel                                              |                      | Lentersheim, heute ein Ortsteil von Ehingen | Karl Ludwig von Knebel (1744–1834)                                 |                             |
| Knöringen                                           | 1197–?               | Kanton Altmühl wegen der 1545 erworbenen Herrschaft Kreßberg samt Lustenau, siehe auch Schwaben                                                                         | Waldemar von Knoeringen (1906–1971)                                |                             |
| Kolbe von Rheindorff zu Alssumstadt                 |                      | Kanton Odenwald |                                                                    |                             |
| Königsfeld                                          | [ 37 ]               | Königsfeld, Kanton Gebürg |                                                                    |                             |
| Könitz                                              |                      | Thüringer Adel benannt nach Könitz, später im Kanton Baunach |                                                                    |                             |
| Kottenheim Cottenheim zu Röttingen und Eichholzheim | [ Anm. 1 ]           | siehe z. B. Röttingen, Eicholzheim (?), Kottenheim, Burg Hohenkottenheim bei Markt Nordheim Kanton Odenwald                                                             | Hermann III. von Kottenheim († 1447)                               |                             |
| Kottwitz von Aulenbach                              |                      | Kanton Odenwald und Rhön-Werra |                                                                    |                             |
| Kotzau                                              | 1152–1659            | Ursprung in Oberkotzau (Kanton Gebürg), nach dem Erlöschen des Rittergeschlechts Wiederbelebung des Namens als freiherrliche Familie durch die fränkischen Hohenzollern | Georg Wolf von Kotzau († 1560)                                     |                             |
| Kratz zu Langenbruck                                |                      | |                                                                    | Die Kratzen von Langenpruck |
| Krebs                                               |                      | Kanton Gebürg (1529) |                                                                    |                             |
| Krensheim                                           | 1131–1406            | Nebenlinie der Herren von Püssensheim, Sitz Burg Krense in Krensheim |                                                                    |                             |
| Kreß von Kressenstein                               | 1270–heute           | Patrizierfamilie der Freien Reichsstadt Nürnberg im Kanton Altmühl | siehe Hauptartikel                                                 |                             |
| Kritheim                                            |                      | Kanton Odenwald (1550) |                                                                    |                             |
| Krögelstein                                         | 1149–1239            | Burg Krögelstein |                                                                    |                             |
| Kuchenmeister von Gamberg                           |                      | Burg Gamburg in Gamburg, Kanton Odenwald und Rhön-Werra |                                                                    |                             |
| Küdorfer Kühedörffer                                | 12. Jahrhundert–1599 | später Patrizierfamilie der Freien Reichsstadt Nürnberg |                                                                    |                             |
| Künsberg Kindsberg                                  | ?–heute              | Stammburg Kindesberg bei Creußen, Kanton Gebürg und Steigerwald | Elisabeth von Künsberg (1425–1484)                                 |                             |

### L
| Name                                                                                       | Zeitraum                             | Stammsitz/Ursprung Kanton Anmerkungen                                                                                  | Persönlichkeiten   | Wappen                   |
| ------------------------------------------------------------------------------------------ | ------------------------------------ | --- | ------------------ | ------------------------ |
| Laineck                                                                                    | bis 1684                             | Laineck, heute ein Ortsteil von Bayreuth, Kanton Gebürg                                                                |                    |                          |
| Lampert Lamprechte von Geroldshofen Lemplein Lemplin                                       |                                      | Kanton Steigerwald: Schloss Bimbach u. a.                                                                              |                    |                          |
| Landschad von Steinach                                                                     | 1142–1653                            | Kanton Odenwald |                    |                          |
| Laufenholz Lauffenholz Laufamholz                                                          | 1256–1568                            | Mögeldorf, Unterbürg bei Laufamholz, ab 1333 Obermelsendorf (Castrum Melsendorf) bei Schlüsselfeld, Kanton Steigerwald |                    |                          |
| Lauttern zu Schelkrippen                                                                   |                                      | Kanton Odenwald Schöllkrippen                                                                                          |                    |                          |
| Laymingen                                                                                  |                                      | Kanton Odenwald |                    |                          |
| Leiningen Lainningen zu Dambach                                                            | 1128                                 | weitverzweigtes Geschlecht im pfälzischen Raum, Kanton Odenwald                                                        | siehe Hauptartikel |                          |
| Lentersheim Lendersheim                                                                    |                                      | Lentersheim bei Ehingen, Kanton Altmühl                                                                                |                    |                          |
| Leonrod                                                                                    | 1235–1980                            | Leonrod bei Dietenhofen                                                                                                |                    | von Leonrodt             |
| Lerch von Dirmstein                                                                        | ?–1699                               | Dirmstein |                    | von Leonrodt             |
| Leublfing                                                                                  |                                      | z. B. auf Falbenthal bei Treuchtlingen, Kanton Altmühl                                                                 |                    |                          |
| Leuzenbrunn Leuzenbrunn zu Baldersheim                                                     | Baldersheim bei Aub, Kanton Odenwald | |                    |                          |
| Leyser von Lambsheim                                                                       | 1368–1746                            | Lambsheim | siehe Hauptartikel | Leyser von Lambsheim     |
| Liebenstein                                                                                |                                      | Kanton Odenwald |                    |                          |
| Lichtenfels Lichtenfels genannt Weingarten Weingarten                                      | 1157–1293                            | Lichtenfels |                    |                          |
| Lichtenstein                                                                               | 1336–1850                            | Burg Lichtenstein, Kanton Baunach und Odenwald                                                                         |                    |                          |
| Lindenfels                                                                                 | 1088–heute                           | Kanton Gebürg / Burg Lindenfels im Odenwald                                                                            |                    |                          |
| Lingen zu Schwabach                                                                        |                                      | Schwabach |                    | Die Linggen zu Schwabach |
| Lochinger                                                                                  |                                      | von und zu Archshofen und Walckershofen, Kanton Odenwald                                                               |                    | von Lochinger            |
| Lochner von Hüttenbach Lochner von Winterstein Lochner von Waischenfeld Lochner von Palitz |                                      | Hüttenbach bei Simmelsdorf, Kanton Gebürg                                                                              |                    |                          |
| Löffelholz                                                                                 |                                      | Linien der Nürnberger Patrizierfamilie im Kanton Gebürg (1529), Kanton Steigerwald                                     |                    | von Lochinger            |
| Löwenstein-Wertheim                                                                        |                                      | wegen Herrschaft Rosenberg im Kanton Odenwald siehe auch Schwaben                                                      |                    |                          |
| Lüchau Lochau                                                                              | 1266–1756                            | Konradsreuth, Kanton Gebürg                                                                                            |                    |                          |
| Lüschwitz                                                                                  | ?–18. Jahrhundert                    | Glashütten, Kanton Gebürg                                                                                              |                    |                          |

### M
| Name                                                       | Zeitraum                          | Stammsitz/Ursprung Kanton Anmerkungen | Persönlichkeiten                         | Wappen                  |
| ---------------------------------------------------------- | --------------------------------- | --- | ---------------------------------------- | ----------------------- |
| Machwitz                                                   |                                   | z. B. in Konradsreuth | Erhart von Machwitz                      |                         |
| Mairhofen                                                  |                                   | z. B. Besitznachfolger der Kottwitz von Aulenbach, Kanton Odenwald                                                                                    |                                          |                         |
| Marschalk von Ebneth Marschall von Ebneth                  |                                   | Ebneth, Kanton Gebürg | Georg II. Marschall von Ebnet (bis 1505) |                         |
| Marschalk von Kunstadt Marschall von Kunstadt              |                                   | Altenkunstadt, eines Stammes mit Redwitz und Marschall von Ebnet                                                                                      |                                          |                         |
| Marschalk von Ostheim Marschall von Ostheim                |                                   | Ostheim vor der Rhön | Emil Marschalk von Ostheim (1841–1903)   |                         |
| Marschall genannt Greiff Marschall gen. Greiff zu Erlebach |                                   | Erlebach |                                          |                         |
| Marschall von Pappenheim siehe Pappenheim                  | siehe unten                       | siehe unten | siehe unten                              | siehe unten             |
| Masbach                                                    |                                   | Kanton Odenwald und Rhön-Werra |                                          |                         |
| Mauchenheim Mauchenheim gen. Bechtolsheim                  |                                   | z. B. auf Sontheim, Kanton Steigerwald |                                          |                         |
| Mayenthal Maienthal Maital                                 |                                   | z. B. auf Burg Thuisbrunn |                                          |                         |
| Mengersdorf                                                | 1383–1601                         | Mengersdorf bei Mistelgau, Kanton Gebürg | Ernst von Mengersdorf (bis 1591)         |                         |
| Mengersreuth                                               |                                   | Mengersreuth bei Weidenberg, Kanton Gebürg |                                          |                         |
| Mertein von Mergentheim                                    |                                   | Bad Mergentheim, Messelhausen |                                          |                         |
| Metternich-Müllenarck zu Neckar Steinach                   |                                   | Kanton Odenwald |                                          |                         |
| Milz                                                       |                                   | Kanton Rhön-Werra und Steigerwald |                                          |                         |
| Mistelbach                                                 | ?–1563                            | Mistelbach, Kanton Gebürg | Sebastian von Mistelbach (bis 1519)      |                         |
| Modschilder zu Gera                                        |                                   | Kanton Gebürg |                                          | Die Modschidler zu Gera |
| Modschittler zu Rheinsbronn                                |                                   | Kanton Odenwald und Gebürg |                                          |                         |
| Morsbach                                                   |                                   | Kanton Odenwald (1550) |                                          |                         |
| Morschstein Morstein                                       |                                   | auf Burg Morstein Kanton Odenwald |                                          |                         |
| Mosbach-Lindenfels                                         |                                   | Kanton Odenwald | Ruth von Mosbach-Lindenfels              |                         |
| Muffel von Eschenau (Nebenlinie der Muffel von Ermreuth)   | 1286–1784 (Nebenlinie: 1469–1912) | Nürnberger Patrizier, Besitzungen um Nürnberg Nebenlinie: Rittergut Ermreuth, Kanton Gebürg                                                           |                                          |                         |
| Müffling Müffling genannt Weiß                             |                                   | z. B. Rittergut Oberredwitz |                                          |                         |
| Muggenthal                                                 |                                   | Kanton Odenwald |                                          |                         |
| Münche von Rosenberg                                       |                                   | Kanton Odenwald |                                          |                         |
| Münster                                                    |                                   | Kanton Rhön-Werra |                                          |                         |
| Murring                                                    |                                   | Rittergeschlecht im Hofer Raum, nachweislich bis 1461, Stadthaus in Hof und Besitzer u. a. von Schloss Hofeck, Mitbegründer des Klarissenklosters Hof |                                          |                         |
| Mußlohe                                                    |                                   | Kanton Odenwald und Altmühl |                                          |                         |
| Mylach                                                     |                                   | Kanton Odenwald |                                          |                         |

### N
| Name                                                             | Zeitraum             | Stammsitz/Ursprung Kanton Anmerkungen                                                                              | Persönlichkeiten | Wappen |
| ---------------------------------------------------------------- | -------------------- | --- | --- | ------ |
| Narb                                                             |                      | Kanton Rhön-Werra                                                                                                  | |        |
| Nanckenreuth Nankenreuth Nanckenreit                             | ?–1613               | Rittergut Schreez mit Haag, Nanckenreuther Burggut in Bayreuth Kanton Gebürg                                       | |        |
| Neideck Neideck gen. Stübig Neydegk                              | 1219–1562            | Burg Neideck, Kanton Gebürg und Odenwald                                                                           | |        |
| Neuberg                                                          |                      | Podhradí | |        |
| Neuenburg-Triefenstein                                           |                      | Nebenlinie der Herren von Homburg, bzw. der Reichsküchenmeister von Rothenburg, Sitz Burg Neuenburg (Triefenstein) | |        |
| Neuenstein                                                       |                      | Burg Neufels, ursprünglich die Stadt Neuenstein, Kanton Odenwald                                                   | |        |
| Neustädter genannt Stürmer Neustetter genannt Stürmer Neustetter | 1345–17. Jahrhundert | Rittergut Sachsendorf bei Aufseß, Schloss und Dorf Scheinfeld, Kanton Gebürg und Steigerwald                       | Erasmus Neustetter genannt Stürmer (1523–1594)                                                                             |        |
| Nordheim                                                         | um 1203–1288         | | |        |
| Notthafft                                                        | 1220–1952            | Burg Wildstein | Heinrich Notthafft von Wernberg (1370–1440) Cajetan Anton von Notthafft (1670–1752) Johann Heinrich Notthafft von Wernberg |        |

### O
| Name                | Zeitraum               | Stammsitz/Ursprung Kanton Anmerkungen                                                        | Persönlichkeiten          | Wappen |
| ------------------- | ---------------------- | -------------------------------------------------------------------------------------------- | ------------------------- | ------ |
| Oberländer          |                        | Berg, Cottenau                                                                               |                           |        |
| Oberstein           | 1075 – Ende 17. Jahrh. | Idar-Oberstein                                                                               | siehe Hauptartikel        |        |
| Ochs von Gunzendorf | 1289–1583              | Gunzendorf, auch Sitz in Ebermannstadt, Burggüter in Gößweinstein und Neideck, Kanton Gebürg | Georg Ochs von Gunzendorf |        |
| Offner Oefner       |                        | Kanton Odenwald                                                                              |                           |        |
| Otting              | 1245–1578              | Otting, Tagmersheim mit Wasserburg Tagmersheim                                               |                           |        |

### P
| Name                                                                       | Zeitraum   | Stammsitz/Ursprung Kanton Anmerkungen | Persönlichkeiten | Wappen              |
| -------------------------------------------------------------------------- | ---------- | --- | --- | ------------------- |
| Pallast                                                                    |            | Kanton Gebürg | |                     |
| Palmberg                                                                   |            | | |                     |
| Pappenheim Marschall von Pappenheim Marschall von Pappenheim-Treuchtlingen | 1145–heute | Fränkisch-schwäbischer Uradel mit der gleichnamigen Besitz Pappenheim bzw. Burg Pappenheim, erstmalige Erwähnung mit Heinrich Caput 1111 und mit Heinrich de Pappenheim, Kanton Kocher | Christoph Marschall von Pappenheim (1492–1539) Matthäus von Pappenheim (1458–1541) Georg von Pappenheim (bis 1563) Gottfried Heinrich zu Pappenheim (1594–1632)                  |                     |
| Peller von Schoppershof                                                    |            | Kanton Altmühl seit 1699 durch den Kauf des Gutes Muggenhof | |                     |
| Pfersfelder                                                                |            | | |                     |
| Pirker zu Pirk                                                             |            | Pirk | | Die Pirker von Pirk |
| Planitz                                                                    | 1192–?     | | siehe Hauptartikel |                     |
| Plankenfels siehe Blanckenfels                                             | siehe oben | siehe oben | siehe oben | siehe oben          |
| Plassenberg Blassenberg                                                    |            | Kanton Gebürg | |                     |
| Pöllnitz Pölnitz                                                           | 1238–heute | Vogtländischer Uradel, Kanton Gebürg und Steigerwald, oberrheinische Reichsritterschaft, Stammschlösser der 3. Linie: Aschbach und Hundshaupten                                        | Sigmund Freiherr von Pölnitz (1901–1978) Götz Freiherr von Pölnitz (1906–1967) Gudila Freifrau von Pölnitz (1913–2002) Christiane Bettina Magdalena Barbara von Pölnitz (* 1971) |                     |
| Potzlinger                                                                 |            | Kanton Gebürg (1529) | |                     |
| Praunheim auch Pfraunheim bzw. Pfraumheim zu Großen Wallstadt genannt      |            | Kanton Odenwald | |                     |
| Pretlack                                                                   |            | Kanton Odenwald | |                     |
| Puntzendorff                                                               |            | Kanton Gebürg | |                     |

### R
| Name                                                                 | Zeitraum             | Stammsitz/Ursprung Kanton Anmerkungen                                                                                       | Persönlichkeiten | Wappen                        |
| -------------------------------------------------------------------- | -------------------- | --- | --- | ----------------------------- |
| Rabenstein                                                           | 1188–1742            | Burg Rabenstein, Erbauer von Burg Rabeneck, Christanz und Moschendorf Kanton Gebürg                                         | | von Rabenstein                |
| Rabensteiner zu Döhlau                                               | ?–1643               | Döhlau, Kanton Gebürg | |                               |
| Rabensteiner von Wirsberg                                            |                      | Wirsberg | | Die Rabensteiner von Wirsperg |
| Raitenbach                                                           |                      | Erkersreuth, Kanton Gebürg                                                                                                  | | von Raitenbach                |
| Randersacker                                                         |                      | Randersacker, Kanton Odenwald und Steigerwald                                                                               | |                               |
| Raubenhaupt zu Grumbach                                              |                      | Kanton Odenwald | |                               |
| Rauschner                                                            |                      | Burgstall Rauschenstein, Kanton Gebürg                                                                                      | |                               |
| Ravensburg                                                           |                      | Würzburger Ministerialengeschlecht von Burg Ravensburg bei Thüngersheim                                                     | Heinrich III. von Ravensburg († 1237) |                               |
| Razenberg Ratzenberg zu Uttingen Ratzenburg                          | 1289–1593            | Uettingen, Helmstadt, Kanton Odenwald                                                                                       | | [ 53 ]                        |
| Rech von Hohen Leinach Rech von Hohenleinach Rechen von Hohenleinach |                      | Leinach | | Die Rechen von Hohen Leinach  |
| Rechenberg                                                           |                      | Schloss Rechenberg bei Stimpfach, Burg Rechenberg bei Ostheim, Mitteleschenbach, Hohentrüdingen                             | |                               |
| Redwitz                                                              |                      | Marktredwitz (im Dialekt „Rabertz“, bei Siebmacher „Rebitz“)                                                                | | von Redwitz                   |
| Redwitz                                                              |                      | Redwitz an der Rodach, Kanton Gebürg                                                                                        | Weigand von Redwitz (1476–1556) |                               |
| Reigersberg                                                          |                      | z. B. auf Collenburg, Kanton Odenwald                                                                                       | |                               |
| Reinstein                                                            |                      | Würzburger Ministeriale, Kanton Odenwald und Rhön-Werra, Burg Homburg                                                       | Iring von Reinstein-Homburg († 1265) |                               |
| Reitzenstein                                                         | 1325–heute           | Reitzenstein, Kanton Gebürg                                                                                                 | siehe Hauptartikel |                               |
| Reyn                                                                 |                      | Kanton Odenwald (1550) | |                               |
| Riedern                                                              | 1206–1588            | Riedern, Kanton Odenwald | | [ 54 ]                        |
| Rieneck                                                              |                      | siehe auch Voit von Rieneck, deren einstige Ministeriale                                                                    | |                               |
| Rieter von Kornburg                                                  | 1361–1753            | Patrizierfamilie der Freien Reichsstadt Nürnberg im Kanton Altmühl                                                          | siehe Hauptartikel |                               |
| Rinderbach                                                           |                      | Kanton Odenwald | |                               |
| Rimbach                                                              | 1133–1356            | Zunächst Ministeriale der Würzburger Bischöfe und der Grafen zu Castell, begütert um den Stammsitz Rimbach                  | |                               |
| Rösch                                                                |                      | Kanton Steigerwald; im Biedermann: Röschen von Geroldshausen                                                                | |                               |
| Roesch von Geroltzau                                                 |                      | | |                               |
| Rorer                                                                | 1272–?               | Rohr, Höchstädt im Fichtelgebirge Kanton Gebürg                                                                             | |                               |
| Rosenau                                                              | 1374–1825            | Schloss Rosenau bei Coburg, Rosenauer Burg und Münzmeisterhaus in Coburg, Güter bei Gotha und Sülzenbrücken, Kanton Baunach | | von Rosenaw                   |
| Rosenbach                                                            |                      | Kanton Baunach und Odenwald                                                                                                 | Johann Hartmann von Rosenbach (bis 1675) |                               |
| Rosenberg                                                            |                      | Rosenberg, Kanton Odenwald                                                                                                  | Albrecht von Rosenberg († 1572) |                               |
| Rossau                                                               | 1139–17. Jahrhundert | benannt nach Rossach, heute eingemeindet nach Großheirath, Zweige in Obermögersheim und auf Burg Neuburg                    | |                               |
| Roßdorf                                                              |                      | Kanton Rhön-Werra (1520) | |                               |
| Rotenhan                                                             | 1229–heute           | Burg Rotenhan, Kanton Baunach                                                                                               | Anton von Rotenhan (um 1390–1459) Christoph von Rotenhan (um 1390–1436) Sebastian von Rotenhan (1478–1532) Heinrich Franz von Rottenhan (1738–1809) Hermann von Rotenhan (1800–1858) |                               |
| Rotenhausen                                                          |                      | | | von Rotenhausen               |
| Rotenstein                                                           |                      | Kanton Odenwald | |                               |
| Rothenburg                                                           | 1201                 | Burg Rothenburg ob der Tauber, ab 1201 Reichsküchenmeister                                                                  | |                               |
| Rumrodt                                                              |                      | Kanton Rhön-Werra | |                               |
| Rüdt von Collenberg Rüdt von Bödigkheim Bödigheim                    | 1134–heute           | Kanton Odenwald | |                               |
| Rusenbach                                                            |                      | Kanton Steigerwald und Gebürg                                                                                               | |                               |
| Rüssenbach                                                           | 1327–1580            | Rüssenbach bei Ebermannstadt, auch in Plankenfels, Unterailsbach, Lützelsdorf und Waischenfeld, Kanton Gebürg               | Friedrich von Rüsenbach, Pfarrer von Ainring | [ 56 ] [ 57 ]                 |
| Rußwurm Gleichen gen. von Rußwurm siehe auch Gleichen                | 1349–heute           | z. B. in Hellingen | Emilie von Gleichen-Rußwurm (1804–1872) |                               |

### S
| Name                                                          | Zeitraum                 | Stammsitz/Ursprung Kanton Anmerkungen | Persönlichkeiten | Wappen                  |
| ------------------------------------------------------------- | ------------------------ | --- | --- | ----------------------- |
| Sande                                                         | seit 1156                | Würzburg | Marquard Kruse von Sande († vor 1267) | [ Anm. 5 ]              |
| St. Andree                                                    |                          | Kanton Odenwald | |                         |
| Sant                                                          |                          | Kanton Rhön-Werra | |                         |
| Sack (mehrere Familien)                                       | 1232–1591                | | Konrad von Sack (um 1300) |                         |
| Schaden                                                       |                          | Kanton Odenwald (1550) | |                         |
| Schantz                                                       |                          | | | Die Schantzen           |
| Schaumberg                                                    |                          | Schaumburg, Kanton Gebürg, Rhön-Werra und Steigerwald | Peter von Schaumberg (1388–1469) Georg I. von Schaumberg (1390–1475) Wilwolt von Schaumberg (um 1446–1510) Silvester von Schaumberg Martin von Schaumberg (1523–1590) |                         |
| Schelme von Bergen                                            | 1194–1844                | Kanton Odenwald | |                         |
| Schenk von Geyern                                             |                          | Als Herren von Hofstetten zunächst Ministeriale der Eichstätter Bischöfe. Durch das Schenkenamt der Grafen von Hirschberg und im Besitz der Burg Geyern erfolgte Umbenennung der Linie, Kanton Altmühl                                              | |                         |
| Schenk von Reicheneck                                         | 13. Jahrhundert bis 1411 | Burg Reicheneck bei Hersbruck | Werntho Schenk von Reicheneck († 1335) Heinrich V. Schenk von Reicheneck († 1344) | [ 59 ]                  |
| Schenk von Roßberg                                            |                          | Kanton Rhön-Werra | |                         |
| Schenk von Siemau                                             | 1195–1634                | Untersiemau | | Die Schenken von Simmaw |
| Scherenberg                                                   | 1212–1495                | | Rudolf II. von Scherenberg († 1495) |                         |
| Schertlin von Burtenbach                                      |                          | Burtenbach, Kanton Odenwald | Sebastian Schertlin von Burtenbach (1496–1577) |                         |
| Schirnding                                                    | 1361–1819                | Schirnding, Kanton Gebürg | |                         |
| Schlammersdorf Schlammersdorf                                 |                          | Herrschaft Plankenfels, Kanton Gebürg und Steigerwald | |                         |
| Schlegel                                                      | 1235–?                   | Schlegel bei Münchberg | |                         |
| Schleten Schletten                                            |                          | Kanton Rhön-Werra | |                         |
| Schlez zu Münckheim und Bockenfeld                            |                          | Bockenfeld bei Gebsattel, Kanton Odenwald | |                         |
| Schliederer von Lachen                                        | 1283–1791                | Lachen | siehe Hauptartikel |                         |
| Schlitz Schlitz genannt von Görtz                             | 1116–heute               | Kanton Rhön-Werra | siehe Hauptartikel |                         |
| Schlüsselberg                                                 | 1219–1347                | Kanton Steigerwald | Eberhard IV. von Schlüsselberg (bis 1283) Gottfried von Schlüsselberg (bis 1308) Ulrich von Schlüsselberg (bis 1322) Konrad II. von Schlüsselberg (bis 1347) |                         |
| Schmeheim                                                     | 13. u. 14. Jahrhundert   | Schmeheim und Marisfeld bei Themar | Barbara von Smeheim, 1398 Äbtissin im Kloster Sonnefeld |                         |
| Schneeberg                                                    |                          | Kanton Odenwald und Rhön-Werra | |                         |
| Schönborn                                                     | 12. Jahrhundert–heute    | Kanton Odenwald | Franz Georg von Schönborn (1682–1756) Friedrich Karl von Schönborn (1674–1746) Damian Hugo Philipp von Schönborn-Buchheim (1676–1743) Johann Philipp von Schönborn (1605–1673) Johann Philipp Franz von Schönborn (1673–1724) Lothar Franz von Schönborn (1655–1729)                                                                                         |                         |
| Schönfeld                                                     | 1017–1202                | Erbauer der Burgen Schönfeld und Wolfsberg, Kanton Gebürg, Schloss Thurn | |                         |
| Schott von Schottenstein                                      | 1260–20. Jahrhundert     | Kanton Baunach, Kanton Rhön-Werra (1520) | Lutz Schott von Schottenstein (bis 1484) Konrad Schott von Schottenstein (bis 1526) |                         |
| Schrottenberg                                                 | 1322–20. Jahrhundert     | Kanton Steigerwald. Seit etwa 1640 in Franken beheimatet. Erbauer des Schlosses Reichmannsdorf (1714–1719). | |                         |
| Schrotzberg                                                   | [ Anm. 1 ]               | Schrozburg, Kanton Altmühl und Odenwald | |                         |
| Schütz                                                        |                          | Kanton Gebürg (1529) | |                         |
| Schutzbar genannt Milchling                                   |                          | | Wolfgang Schutzbar genannt Milchling (1483–1566) |                         |
| Schwalbach zu Benzheim                                        |                          | Kanton Odenwald | |                         |
| Schwegerer                                                    |                          | Kanton Rhön-Werra | |                         |
| Seckendorff                                                   | 1254–heute               | Seckendorf, Kanton Steigerwald wegen Sugenheim und Mühlhausen, Kanton Gebürg und Odenwald | Kaspar von Seckendorff (bis 1595) Friedrich Heinrich von Seckendorff (1673–1763) Veit Ludwig von Seckendorff (1626–1692) Karl Siegmund von Seckendorff (1744–1785) Christian Adolf von Seckendorff (1767–1833) Friedrich Bernhard von Seckendorff (1772–1852) Gustav Anton von Seckendorff (1775–1823) Franz Karl Leopold von Seckendorf-Aberdar (1775–1809) |                         |
| Seinsheim                                                     |                          | Kanton Steigerwald | |                         |
| Seickach                                                      |                          | Kanton Odenwald | |                         |
| Selbitz Sel(l)witz                                            | 1390–1655                | Selbitz Kanton Rhön-Werra | Hans von Selbitz | von Sellwitz            |
| Senft von Sulburg                                             |                          | Stadtadelsgeschlecht der Reichsstadt Hall mit späterem Sitz auf der Suhlburg; Nachfahren des Patriziergeschlechts der Sulmeister von Hall Kanton Odenwald Kanton Kocher im schwäbischen Ritterkreis mit dem 1524 erworbenen Matzenbach              | |                         |
| Sickingen                                                     |                          | Sickingen, Kanton Odenwald | siehe Hauptartikel | Sickingen               |
| Sonneberg                                                     | 1135–1317                | Sonneberg | Heinrich II. von Sonneberg |                         |
| Sparneck                                                      | 1223–1744                | Fränkisch-Vogtländisches Adelsgeschlecht in Sparneck, Waldsteinburg, Weißdorf, Uprode, Stockenroth, Stein, Gattendorf und Hallerstein, 1523 Zerstörung der Burgen des Stammlandes, siehe dazu Wandereisen-Holzschnitte von 1523, auch Kanton Gebürg | Rüdiger von Sparneck (14. Jahrhundert) Arnold von Sparneck (bis 1407) Hans II. von Sparneck (um 1400) Hans III. von Sparneck (um 1400) Friedrich von Sparneck (bis 1477) Melchior von Sparneck (1488–1536) |                         |
| Sparren                                                       |                          | Kanton Odenwald (1550) | |                         |
| Spießen                                                       |                          | Kanton Odenwald (1550) | |                         |
| Speßhardt                                                     |                          | Kanton Rhön-Werra (1520) | |                         |
| Stein                                                         | ?–1385                   | Hilpoltstein | |                         |
| Stein                                                         |                          | | |                         |
| Stein zu Altenstein siehe Altenstein                          | siehe oben               | siehe oben | siehe oben | siehe oben              |
| Stein zu Lichtenstein siehe Lichtenstein                      | siehe oben               | siehe oben | siehe oben | siehe oben              |
| Stein zu Nord- und Ostheim                                    |                          | | |                         |
| Steinau genannt Steinrück seit 1105 als Steinau               | 1327                     | Poppenhausen (Wasserkuppe), Kanton Rhön-Werra vorher Steinau bei Fulda, Kanton Rhön-Werra | |                         |
| Steinhäuser zu Neidenfels und Rechenberg                      |                          | Kanton Odenwald | |                         |
| Sterker, Burggrafen von Meißen                                | 1122–1177                | Lauterburg bei Coburg, Schaumburg bei Schalkau | |                         |
| Sternenfels                                                   | 1232–?                   | Kanton Odenwald, siehe auch Schwaben | |                         |
| Stetten                                                       | ?–heute                  | Kanton Odenwald | |                         |
| Stettenberg                                                   |                          | Stettenberg bei Kalchreuth, z. B. zu Gamberg, Kanton Odenwald | | von Stettenberg         |
| Stettner                                                      |                          | z. B. von Grabenhof und in Neuburg an der Donau, Kanton Altmühl und Odenwald | |                         |
| Stiebar                                                       | 1304–1762                | Stammland um Buttenheim, Kanton Gebürg und Steigerwald, Kanton Rhön-Werra (1520), 1762 in Franken erloschen, danach nur noch eine Seitenlinie in Österreich                                                                                         | | von Stibar              |
| Streitberg                                                    | vor 1120–1690            | Streitberg, Kanton Gebürg | |                         |
| Stumpf genannt Milchling zu Urb                               |                          | Kanton Odenwald | |                         |
| Stumpf von Schwamberg                                         |                          | Kanton Odenwald | |                         |
| Sützel Sitzel Sützell Sützel von Mergentheim zu Balbach Süzel |                          | Bad Mergentheim, Unterbalbach, Kanton Odenwald | |                         |
| Swerts von Landas zu Weinheim                                 |                          | Weinheim, Kanton Odenwald | |                         |

### T
| Name | Zeitraum       | Stammsitz/Ursprung Kanton Anmerkungen | Persönlichkeiten                                                                         | Wappen |
| --- | -------------- | --- | ---------------------------------------------------------------------------------------- | ------ |
| Tann Thann | ?–heute        | Tann (Rhön), Kanton Rhön-Werra |                                                                                          |        |
| Thann Tann |                | Thann |                                                                                          |        |
| Theler |                | Kanton Steigerwald |                                                                                          |        |
| Thüna | 961–1701       | Weischütz, Weißenburg, Lauenstein |                                                                                          |        |
| Thüngen | 788–heute      | Thüngen, Kanton Rhön-Werra | Konrad II. von Thüngen (1466–1540) Neidhardt von Thüngen (bis 1598)                      |        |
| Thüngfeld Thunfeld Thünfeld | 1165–nach 1521 | Schloss Thüngfeld, Eigengut Oberschwarzach, Kanton Steigerwald | Konrad von Thunfeld                                                                      |        |
| Tottenheim |                | Kanton Rhön-Werra (1520) |                                                                                          |        |
| Trautenberg | 1244–?         | Burg Trautenberg bei Krummennaab, Kanton Gebürg |                                                                                          |        |
| Trimberg | 1018–?         | Trimburg bei Trimberg | Stammliste von Trimberg                                                                  |        |
| Truchseß von Baldersheim | 1284–1602      | Baldersheim bei Aub, Kanton Odenwald, siehe auch Truchseß (Adelstitel) |                                                                                          |        |
| Truchseß von Henneberg |                | zunächst Gefolgschaft der Grafen von Henneberg, dann auch Kanton Baunach, siehe auch Truchseß (Adelstitel) |                                                                                          |        |
| Truchseß von Pommersfelden |                | Pommersfelden, siehe auch Truchseß (Adelstitel) | Veit I. Truchseß von Pommersfelden (bis 1503)                                            |        |
| Truchseß von Wetzhausen Truchseß zu Bettenburg Truchseß zu Brennhausen Truchseß zu Sternberg Truchseß zu Dachsbach Truchseß zu Bundorf Truchseß zu Oberlauringen Truchseß zu Obereßfeld Truchseß von Schweickershausen | 1176–heute     | Wetzhausen, Kanton Baunach und Rhön-Werra, siehe auch Truchseß (Adelstitel) | Martin Truchsess von Wetzhausen (um 1435–1489) Georg Truchseß von Wetzhausen (1465–1552) |        |
| Truchseß von Wilburgstetten Truchseß von Rechenberg Truchseß von Sinbronn Truchseß von Limburg Truchseß von Warberg Truchseß von Wald                                                                                  |                | Truchseß von Wilburgstetten (1311–1405) Truchseß von Rechenberg (1238–1269) Truchseß von Sinbronn (1262–1270) Truchseß von Limburg (1273–1406) Truchseß von Warberg (1331–1360) Truchseß von Wald (1360–1363) Wilburgstetten, siehe auch Truchseß (Adelstitel) | Raban Truchseß von Wilburgstetten († 1383)                                               |        |
| Truppach | 1059–1550      | Truppach bei Mistelgau, Kanton Gebürg |                                                                                          |        |
| Tucher von Simmelsdorf | 1309–heute     | Rittergut Simmelsdorf, Rittergut Hüttenbach bei Simmelsdorf, Patrizierfamilie der Freien Reichsstadt Nürnberg im Kanton Gebürg | siehe Hauptartikel                                                                       |        |
| Türriegel von Riegelstein Dürriegel | vor 1200–?     | Burg Riegelstein in Riegelstein Schloss Eschenbach bei Pommelsbrunn Rittergut Simmelsdorf (1368–1504), Kanton Gebürg Riegelsteiner Linie † 1619 | Johann Kaspar Thürriegel (1722–1800)                                                     |        |

### U
| Name                                                                            | Zeitraum | Stammsitz/Ursprung Kanton Anmerkungen           | Persönlichkeiten                                                          | Wappen |
| ------------------------------------------------------------------------------- | -------- | ----------------------------------------------- | ------------------------------------------------------------------------- | ------ |
| Uberbruck von Rotenstein zu Darnbach                                            |          | Kanton Odenwald                                 |                                                                           |        |
| Ullner von Diepurg (auch Eulner oder Ullner von Dieburg bzw. Ulner von Dieburg) |          | Kanton Odenwald                                 |                                                                           |        |
| Unruh (mehrere Familien!)                                                       |          |                                                 |                                                                           |        |
| Uissigheim Ußicksheim                                                           |          | Uissigheim, Kanton Odenwald und Rhön-Werra      | Arnold III. von Uissigheim († 1336)                                       | [ 66 ] |
| Uttenhofen                                                                      |          | Turmhügelburg Tauperlitz, erwähnt 1251 bis 1343 | Gertrud von Uttenhofen († 1378), erste Äbtissin des Klarissenklosters Hof |        |
| Uzlinger zu Seickach und Schaltberg                                             |          | Kanton Odenwald                                 |                                                                           |        |

### V
| Name                                                                      | Zeitraum      | Stammsitz/Ursprung Kanton Anmerkungen                                                                 | Persönlichkeiten                              | Wappen |
| ------------------------------------------------------------------------- | ------------- | --- | --------------------------------------------- | ------ |
| Varell                                                                    |               | Kanton Gebürg                                                                                         |                                               |        |
| Vastant                                                                   |               | |                                               |        |
| Vasmann                                                                   |               | Faßmannsreuth                                                                                         |                                               |        |
| Veilsdorf                                                                 | 1195–?        | Veilsdorf                                                                                             |                                               |        |
| Vellberg von und zu Vellberg und Leofels                                  | 1263–1593     | Vorgängergeschlecht gleichen Namens belegt seit 1102, Burg Vellberg und Burg Leofels, Kanton Odenwald | Ehrenfried von Vellberg (13./14. Jahrhundert) |        |
| Vestenberg                                                                |               | Vestenberg bei Petersaurach, Kanton Steigerwald                                                       |                                               |        |
| Vockenrod                                                                 |               | Kanton Odenwald                                                                                       |                                               |        |
| Vockes zu Wallstadt Fockhen urspr. nur Vocke, Namenszusatz erst nach 1480 | vor 1350–1624 | Kanton Odenwald                                                                                       |                                               |        |
| Voit von Rieneck Gmund                                                    | 1272–1823     | ursprünglich Ministeriale der Grafen von Rieneck, Kanton Gebürg und Rhön-Werra                        | Philipp Valentin Voit von Rieneck (1612–1672) |        |
| Voit von Salzburg                                                         |               | Burg Salzburg, Kanton Rhön-Werra                                                                      | Melchior Otto Voit von Salzburg (1603–1653)   |        |
| Volkach Rucker von Volkach                                                |               | |                                               |        |

### W
| Name                                                                                            | Zeitraum              | Stammsitz/Ursprung Kanton Anmerkungen | Persönlichkeiten | Wappen                      |
| ----------------------------------------------------------------------------------------------- | --------------------- | --- | --- | --------------------------- |
| Waischenfeld Weischenfeld                                                                       |                       | Waischenfeld, Kanton Gebürg | |                             |
| Walborn                                                                                         |                       | Kanton Odenwald (1550) | |                             |
| Waldenfels Wällenhof (bei Siebmacher)                                                           | 1248–heute            | Wallenfels, Kanton Gebürg und Steigerwald | Caspar von Waldenfels | von Wallenhofer             |
| Walderdorff zu Eubigheim                                                                        |                       | Kanton Odenwald | |                             |
| Waldmannshofen                                                                                  |                       | Waldmannshofen, Kanton Odenwald | |                             |
| Waldstromer von Reichelsdorf siehe auch Stromer von Reichenbach                                 | 1230–1844             | Patrizierfamilie der Freien Reichsstadt Nürnberg | |                             |
| Wallenrode Wallenrodt                                                                           | 1244–heute            | Stammburg bei Wallenfels, später Burg Neuwallenrode bei Bad Berneck im Fichtelgebirge, als Linie auch in Streitau bei Gefrees                                                                                | Konrad von Wallenrode (um 1330/40–1393) Johannes von Wallenrode (um 1370–1419) Martin von Wallenrodt (1570–1632) Johann Ernst von Wallenrodt (1615–1697) | von Wallenrodt Streitauer   |
| Wallhart zu Neuenstadt                                                                          |                       | Kanton Odenwald | |                             |
| Wambolt von Umstadt Wambolde von Umstadt Wamollt                                                |                       | Groß-Umstadt, Kanton Odenwald | Anselm Casimir Wambolt von Umstadt (1579–1647) |                             |
| Wampach                                                                                         |                       | Kanton Gebürg (1529) | |                             |
| Wasen Wasen zu Bodenhausen und Meinheim                                                         |                       | Kanton Odenwald | | Wappen der Herren von Wasen |
| Wechmar                                                                                         |                       | Wechmar, Kanton Rhön-Werra | Irnfried von Wechmar (1899–1959), Rüdiger von Wechmar (1923–2007)                                                                                        |                             |
| Weidenberg                                                                                      | 1223–1414/25          | Weidenberg | |                             |
| Weiler Weyler                                                                                   |                       | Weyler, Kanton Odenwald | | Die Weiler                  |
| Weiler mit dem Storch (auch Weiler, Weyler, Weyer) wohl id. oder eng verwandt mit den von Wasen | ? – 1655              | Kanton Odenwald, Spessart Besitzungen | ausgest. mit Jodok Philipp von Weiler († 8. Februar 1655) Statthalter zu Mainz                                                                           | Weiler mit dem Storch       |
| Weingarten                                                                                      | 1226–1685             | Weingarten (Pfalz) | siehe Hauptartikel | Weingarten (Pfalz)          |
| Weiß                                                                                            |                       | Kanton Gebürg (1529) | |                             |
| Weißelsdorf                                                                                     |                       | Verbreitung im Raum Hof und Naila, erwähnt 1257 bis 1379 | |                             |
| Weitolshausen genannt Schrautenbach                                                             |                       | Kanton Odenwald | |                             |
| Welser von Neunhof und zu Beerbach                                                              | 13. Jahrhundert–heute | Augsburger und Nürnberger Patrizierfamilie im Kanton Gebürg | siehe Hauptartikel |                             |
| Wenkheim Wenckheim                                                                              |                       | Großwenkheim, Kanton Rhön-Werra und Steigerwald | |                             |
| Weyer Weier                                                                                     |                       | Weyer bei Gochsheim, Kanton Gebürg | | Die Weyer                   |
| Wichsenstein                                                                                    | 1121–1606             | erst auf Burg Stein südlich von Pegnitz, dann Erbauer von Wichsenstein (Lapis Wikkeri), zeitweise auch auf Bieberbach und Plankenfels, Kanton Gebürg und Odenwald                                            | |                             |
| Wiesenfeld                                                                                      |                       | Kanton Rhön-Werra | |                             |
| Wiesenthau                                                                                      | 1128–1814             | Wiesenthau, Kanton Gebürg und Steigerwald | |                             |
| Wild                                                                                            |                       | | |                             |
| Wildberg                                                                                        | 1122–1368             | Burg Wildberg (Sulzfelder Forst bei Bad Königshofen) | Konrad von Wildberg (1293) |                             |
| Wildenstein                                                                                     |                       | Burg Wildenstein und Ort Wildenstein, heute Teil von Presseck, Kanton Gebürg | |                             |
| Wildenstein                                                                                     |                       | Burg Wildenstein und Ort Wildenstein – heute Stadtteil von Dietfurt an der Altmühl | |                             |
| Wirsberg                                                                                        | 1234–1687             | benannt nach Wirsberg, erster eigener Stammsitz aber Lanzendorf, Besitzungen um Glashütten und Neudrossenfeld (im Kanton Gebürg), mit Höflas, Lehenstein und Burg Vildštejn auch im Böhmischen bzw. Egerland | Lewin und Janko von Wirsberg (15. Jahrhundert), Friedrich von Wirsberg (1507–1573)                                                                       |                             |
| Wittstadt genannt Hagenbach zu Heuchlingen und Duttenberg (Wittstatt)                           | 1090–1586             | Schloss Heuchlingen, Duttenberg, Hagenbach Kanton Odenwald und Rhön-Werra | |                             |
| Wolf                                                                                            |                       | | |                             |
| Wolf von Karsbach                                                                               |                       | Kanton Rhön-Werra (1520) | |                             |
| Wolff von Todenwarth                                                                            | 1427–heute            | Todenwarth bei Schmalkalden | |                             |
| Wolffskeel                                                                                      | 1219–heute            | Kanton Steigerwald und Odenwald | Wolfram Wolfskeel von Grumbach (bis 1333) Otto II. von Wolfskeel (bis 1345) Christian Freiherr Wolfskeel (1761–1809) Karl Graf Wolffskeel (1847–1919)    |                             |
| Wolfstein                                                                                       |                       | Burg Wolfstein | |                             |
| Wolfstriegel                                                                                    |                       | Schauenstein und Helmbrechts | |                             |
| Wolf von Wolfsthal                                                                              | 1180(?)–1717          | Kanton Steigerwald | Stammvater: Burckhardt Wolf von Thal (?); letzter Träger des Namens: Hans Philipp Gaston Wolfgang Graf von Wolfsthal                                     | von Wolfsthal               |
| Wolmershausen                                                                                   |                       | Kanton Odenwald | |                             |
| Wrede zu Weinheim                                                                               |                       | Weinheim, Kanton Odenwald | |                             |
| Würtzburg                                                                                       |                       | z. B. auf dem Wasserschloss Mitwitz, Kanton Gebürg | Veit II. von Würtzburg (bis 1577) | von Würtzburg               |

### Z
| Name                                              | Zeitraum              | Stammsitz/Ursprung Kanton Anmerkungen                                                     | Persönlichkeiten                                                                           | Wappen     |
| ------------------------------------------------- | --------------------- | ----------------------------------------------------------------------------------------- | ------------------------------------------------------------------------------------------ | ---------- |
| Zabelstein                                        | 1152 bis 1298         | Burg Zabelstein; Nebenlinie derer von Püssensheim                                         |                                                                                            |            |
| Zedtwitz Zedwitz Zettwitz                         | 13. Jahrhundert–heute | Zedtwitz, heute ein Ortsteil von Feilitzsch, Kanton Gebürg                                | Peter Emanuel von Zedtwitz (1715–1786)                                                     |            |
| Zeiskam                                           | 960–1604              | Zeiskam, Pfalz                                                                            | siehe Hauptartikel                                                                         |            |
| Zeyern                                            | um 1260–1610          | Zeyern bei Marktrodach, Kanton Gebürg                                                     |                                                                                            | von Zeyern |
| Zindt                                             |                       | Kanton Steigerwald                                                                        |                                                                                            |            |
| Zobel                                             |                       | z. B. von und zu Giebelstadt, Kanton Odenwald und Rhön-Werra                              | Melchior Zobel von Giebelstadt (bis 1558) Johann Georg I. Zobel von Giebelstadt (bis 1580) |            |
| Zollner von Birkenfeld                            |                       | Kanton Rhön-Werra                                                                         |                                                                                            |            |
| Zollner vom Brand                                 | vor 1328–1809         | Linien Bamberg, Bischberg, Kirchschletten                                                 |                                                                                            |            |
| Zollner von Halberg Zollner von der Hallburg      | 1235–1640             | Kanton Steigerwald                                                                        | Letzter Namensträger: Hans Friedrich Zollner von der Hallburg zur Hallburg († 1640)        |            |
| Zollner von Rottenstein Zöllner von Ro(t)tenstein | ?–1546                | Burg Rottenstein                                                                          | Konrad Zöllner von Rotenstein († 1390)                                                     |            |
| Zorn                                              | 1197–?                | Ursprünglich Straßburger Patriziergeschlecht, Kanton Odenwald (1550), siehe auch Schwaben |                                                                                            |            |
| Züllnhart                                         |                       | Kanton Odenwald                                                                           |                                                                                            |            |
| Zufraß                                            |                       | Kanton Rhön-Werra (1520)                                                                  |                                                                                            |            |
| Zwingenberg                                       |                       | Zwingenburg, Kanton Odenwald                                                              |                                                                                            |            |

## Bildergalerie
Dies ist eine Auswahl von Bildern, die Familienangehörige zeigen und teilweise deren Zugehörigkeit in Orden dokumentieren. Wappendarstellungen dienen selbst heute noch als Wiedererkennungsmerkmal. Neben zeitgenössischen Darstellungen haben nachfolgende Jahrhunderte eigene Interpretationsversuche des Ritterdaseins unternommen.
Ihre heutige Faszination üben sie auch als Raubritter (siehe beispielsweise Hans Thomas von Absberg) oder in der Sagenwelt aus. Heutzutage fällt die romantisierende und verklärende Sicht, z. B. des Märchenkönigs Ludwig von Bayern oder die Instrumentalisierung im Dritten Reich besonders unangenehm auf (wie z. B. bei Florian Geyer).

### Darstellungen weltlicher Personen und deren Epitaphen

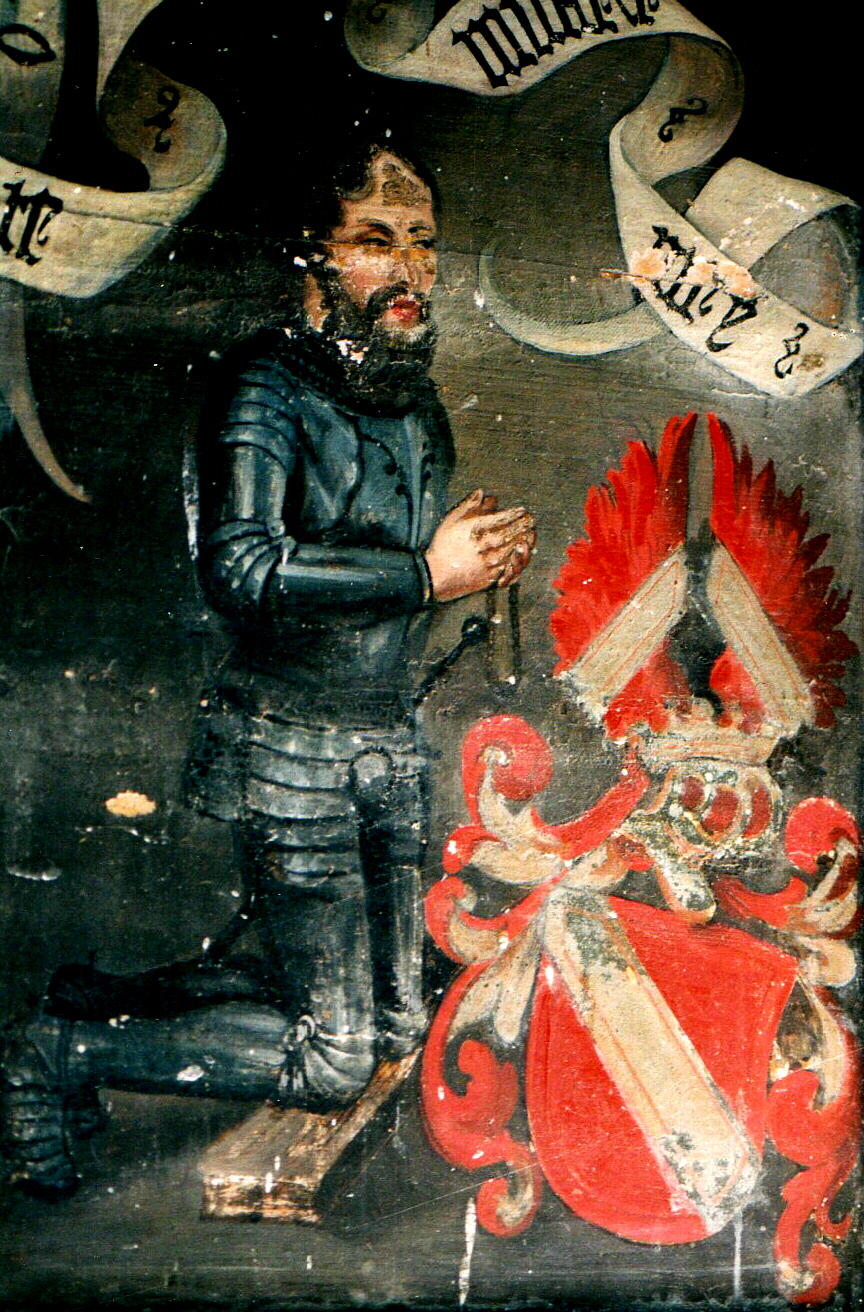
Reitzensteiner Ritter als Altarstifter in Sparnberg
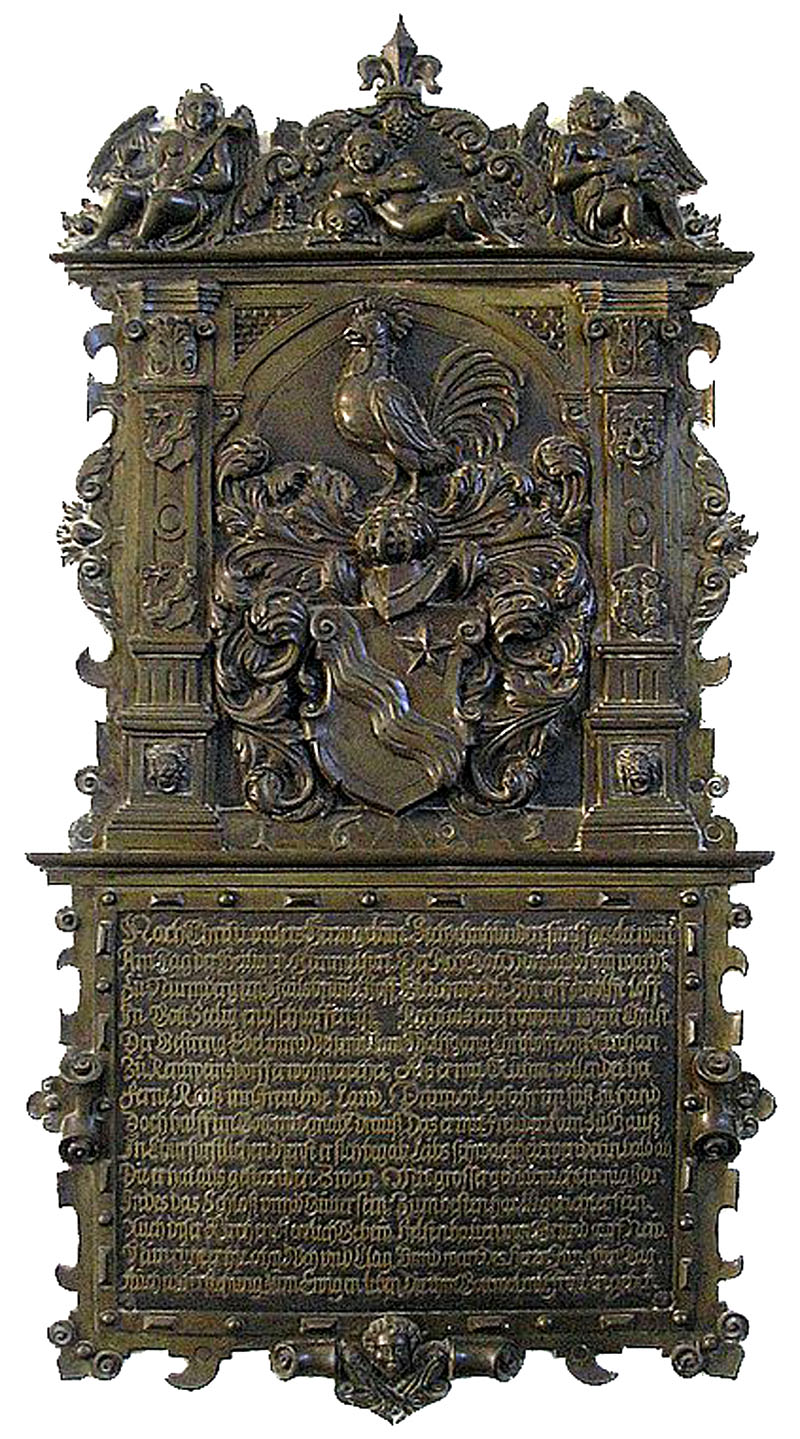
Das Bronzeepitaph Wolfgang von Rotenhans in der Heiligen Dreifaltigkeit in Rentweinsdorf
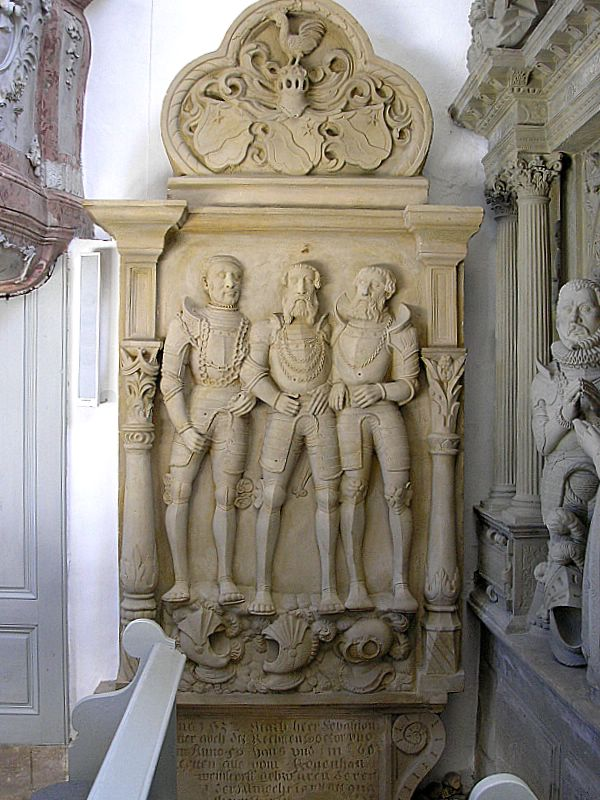
Sebastian, Hans und Martin von Rotenhan
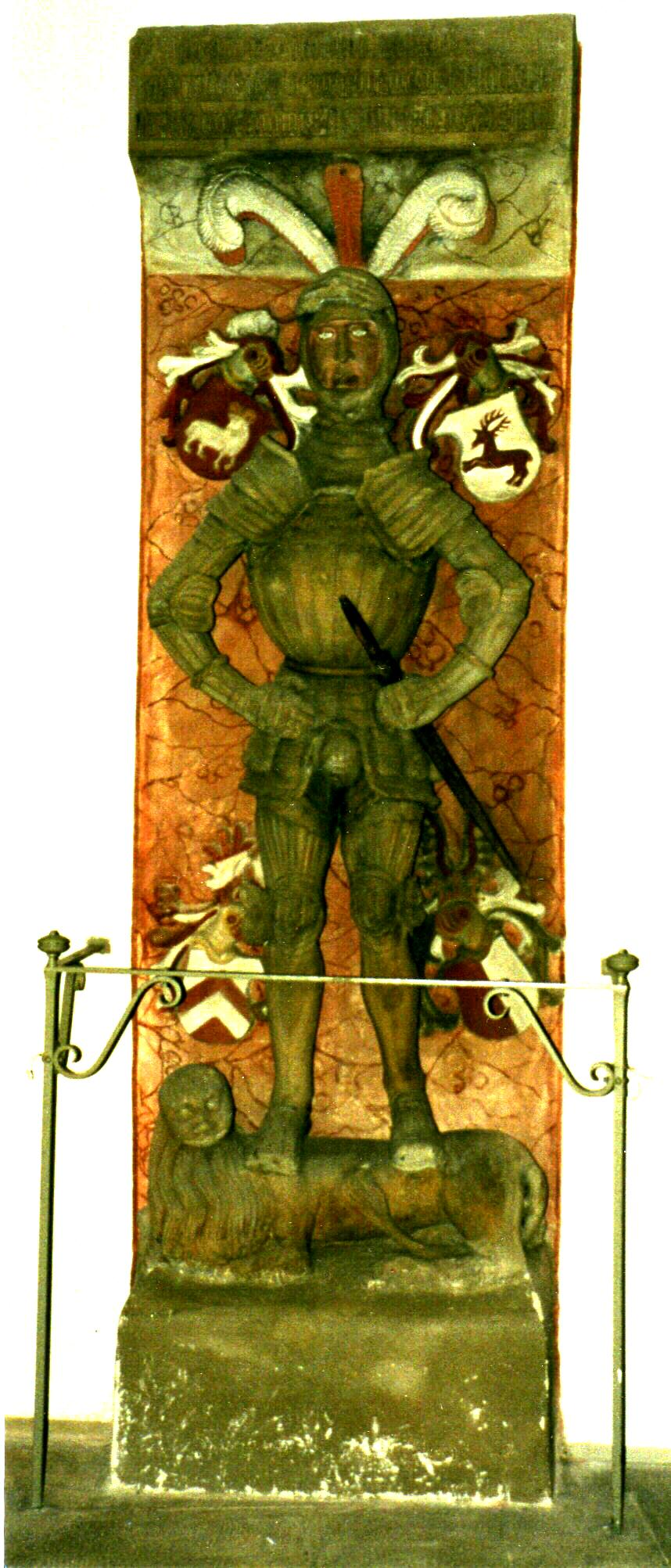
Ritter Christoph von Kotzau als vollplastisches Epitaph in der Kirche von Oberkotzau
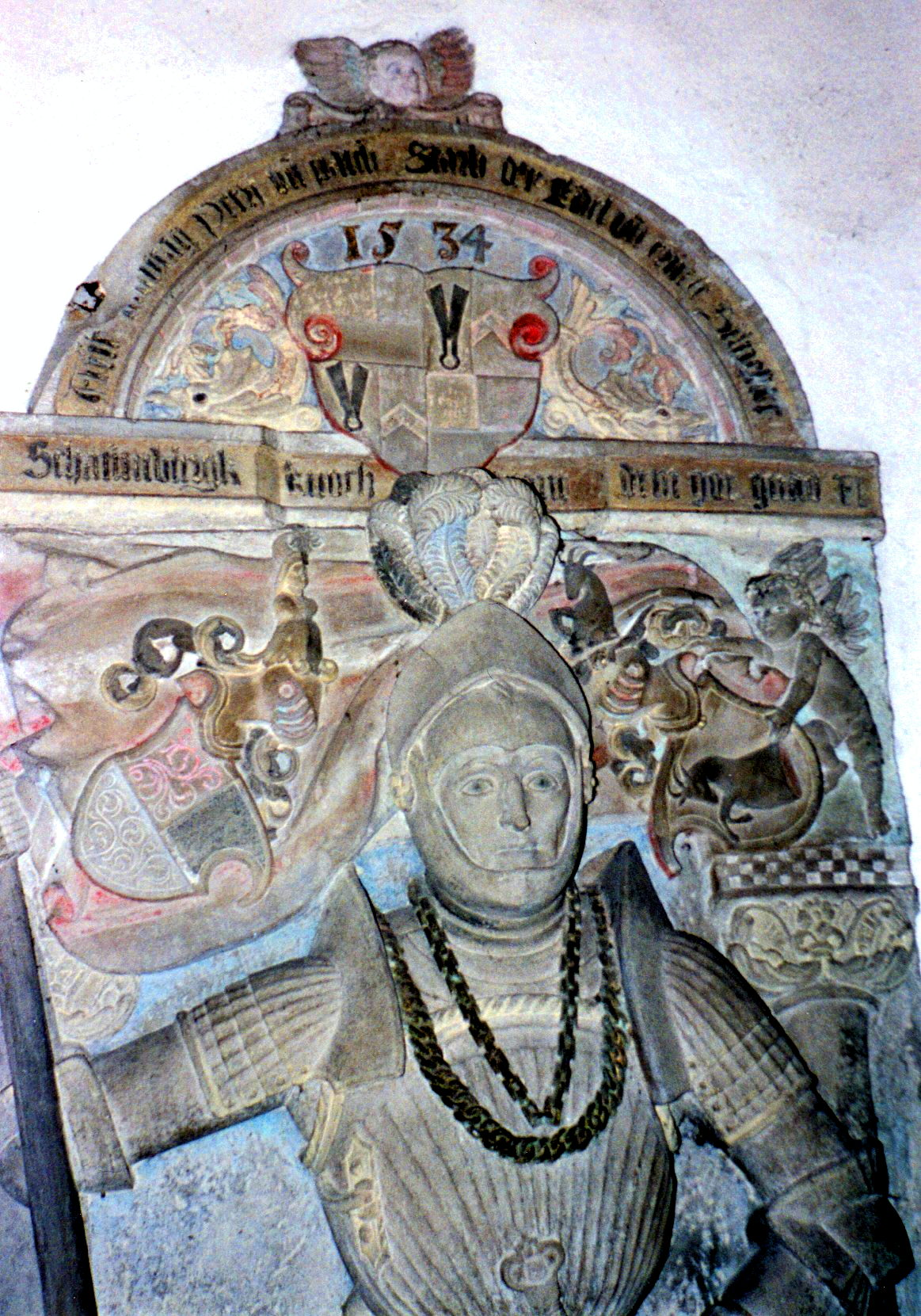
Epitaph des Sylvester von Schaumberg in der Kirche St. Maria Magdalena in Münnerstadt
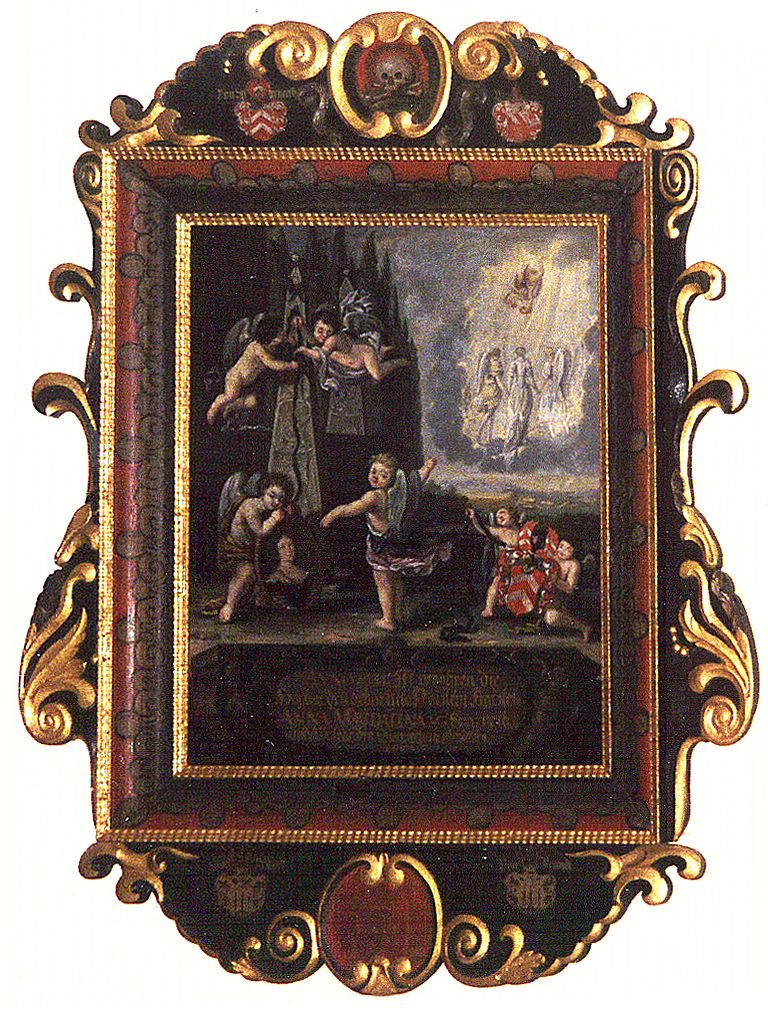
Hölzernes Epitaph der Anna Magdalena von Sparneck (1634–1685) in der Friedhofskirche Weidenberg
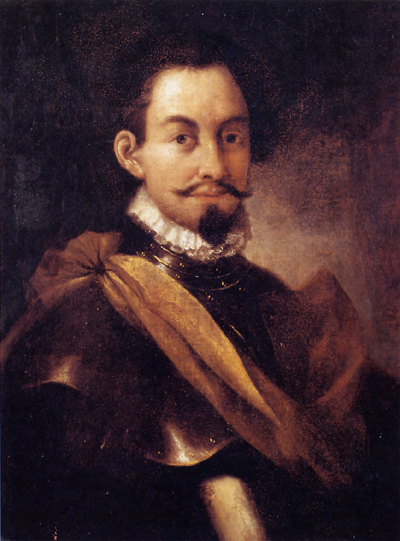
Philipp von Hutten (1505–1546). Öl auf Leinwand. Porträt von einem unbekannten Maler (um 1600)
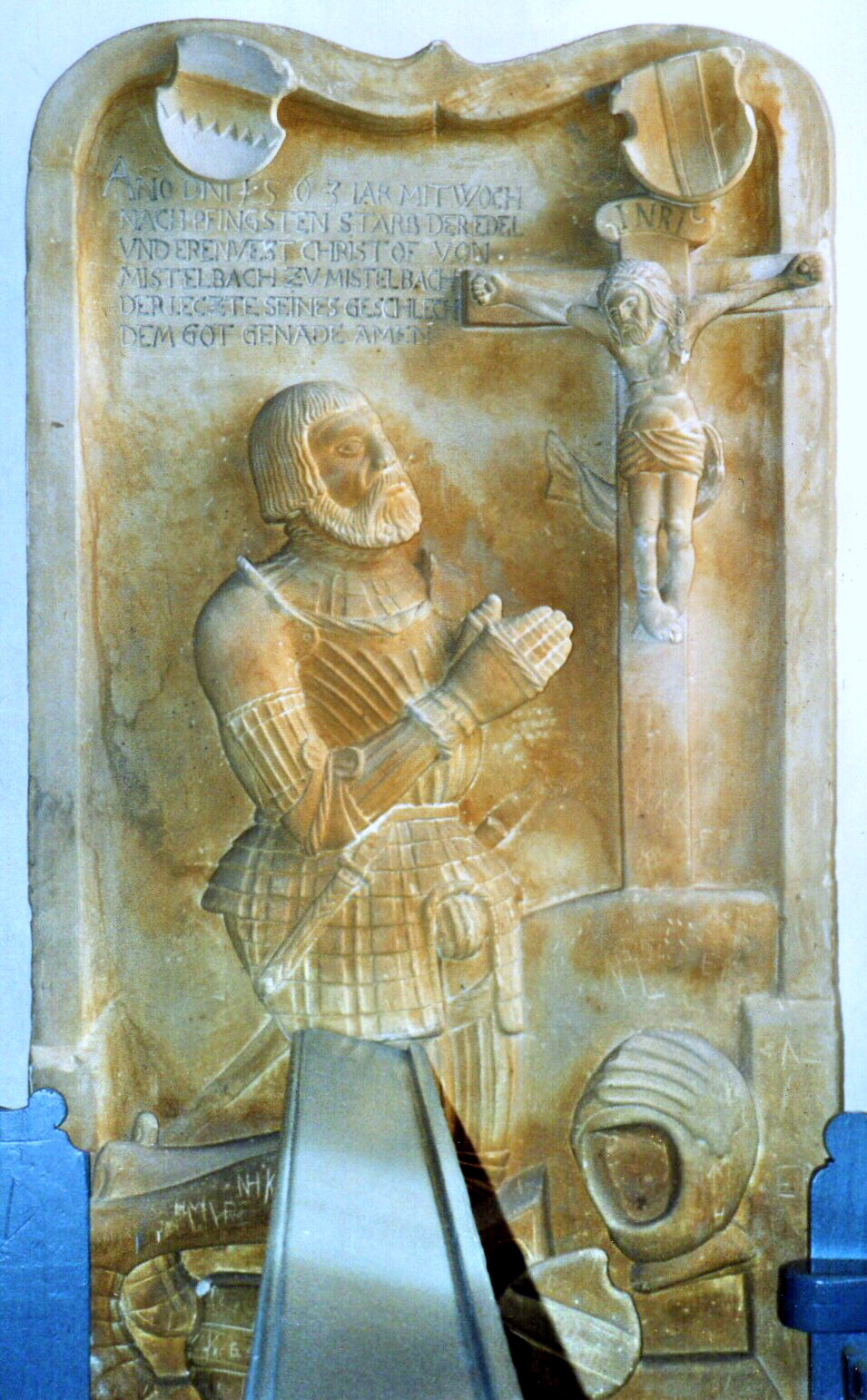
Epitaph des letzten Mistelbacher Ritters Christoph, gestorben 1563

### Turniergesellschaften und Ordenszugehörigkeiten
Angehörige dieser Familien sind auch immer wieder als Mitglied im Deutschen Orden (siehe auch Deutschordensballei Franken oder Ritter des Deutschen Ordens), im Roten Adler Orden oder im Schwanenritterorden nachzuweisen. Als Vorläufer der Orden können Turniergesellschaften angesehen werden (siehe auch Georg Rüxner). Gesellschaften mit fränkischen Mitgliedern sind die der Fürspänger, mit dem Esel, die Einhorngesellschaft und die Bärengesellschaft. Der Ingeram-Codex geht auf die Adelsgesellschaften der Fürspänger und des Einhorns ein.

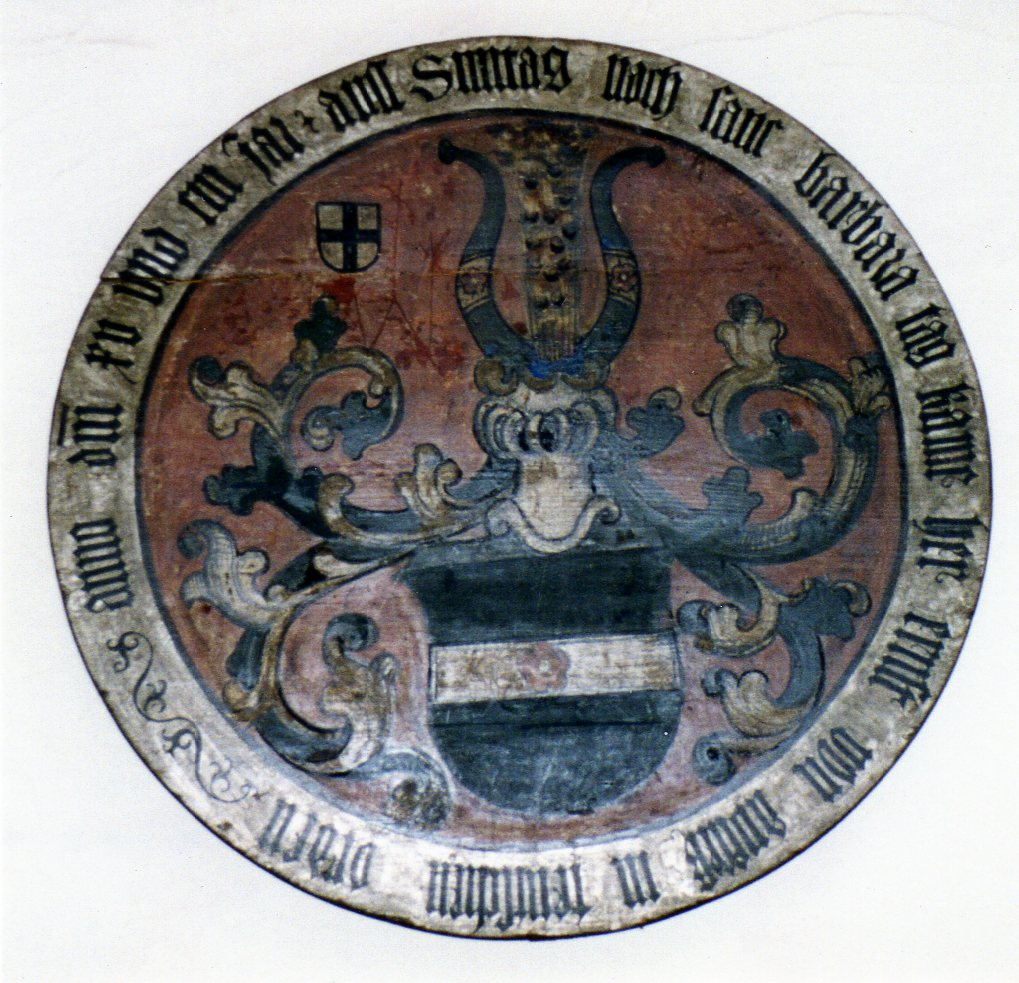
Die von Aufseß im Deutschen Orden: Aufschwörschild in St. Jakob in Nürnberg
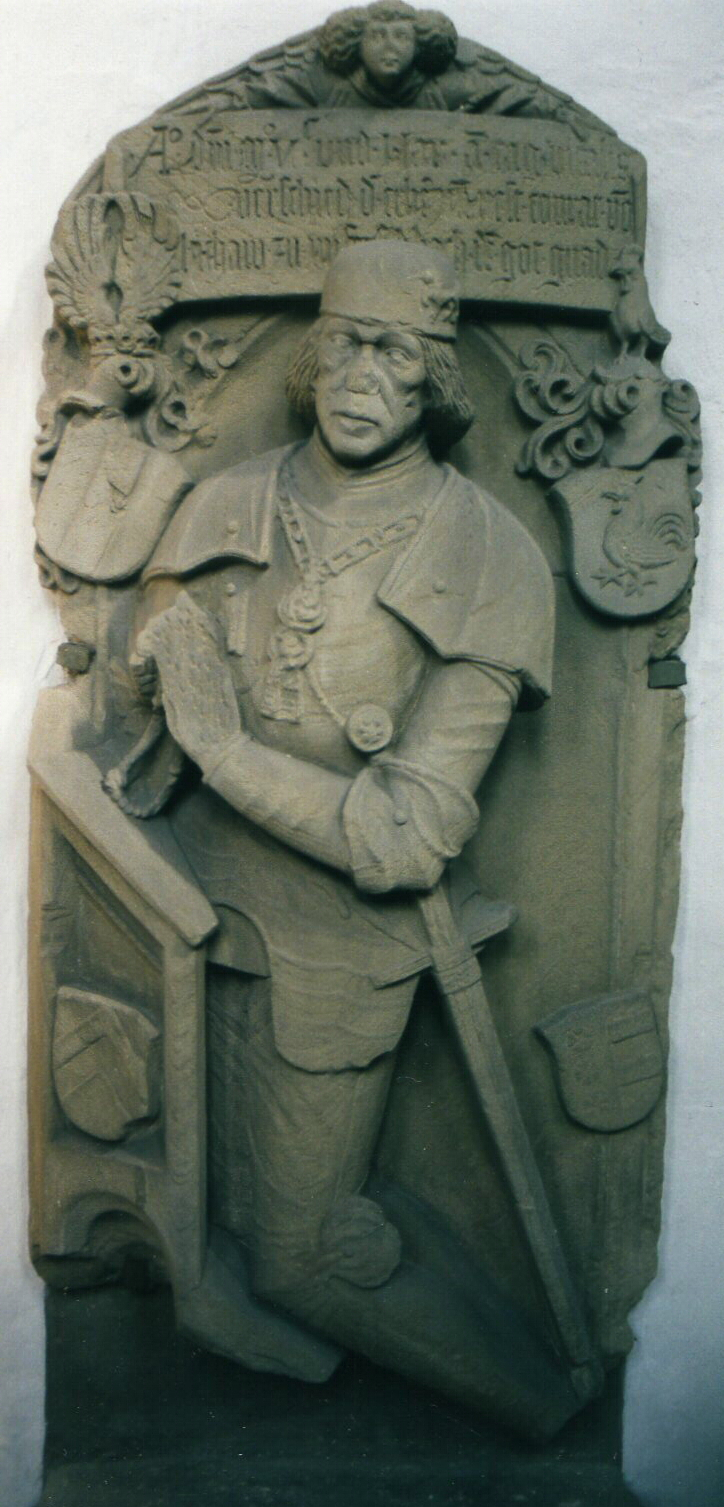
Epitaph des Sebastian von Lüchau, Ritter im Schwanenorden, in der Ordenskapelle der St.-Gumbertus-Kirche in Ansbach.
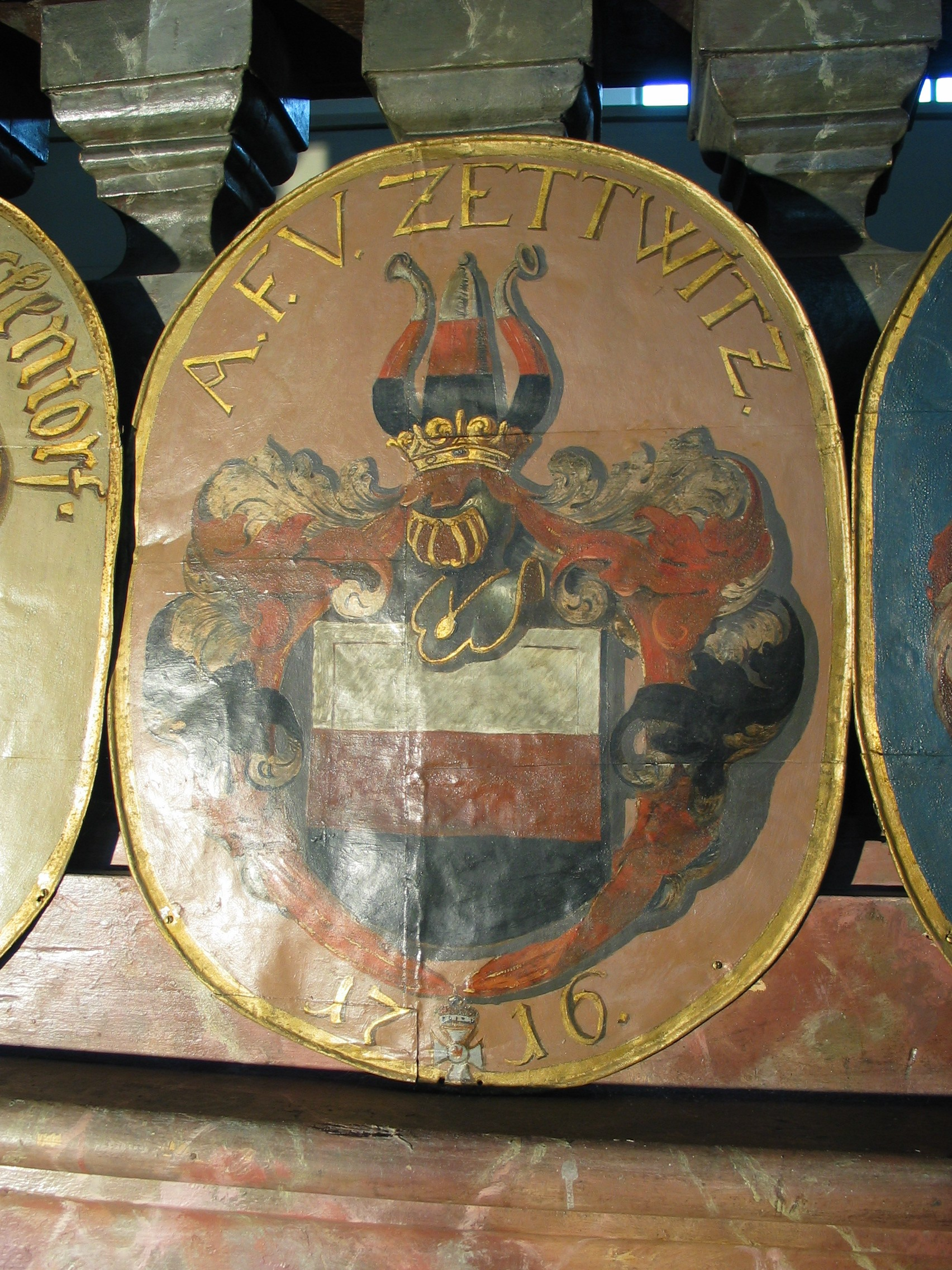
Die von Zedtwitz im Roten Adler Orden, Ordensschild in der Ordenskirche St. Georgen (Bayreuth)

### Darstellungen kirchlicher Würdenträger

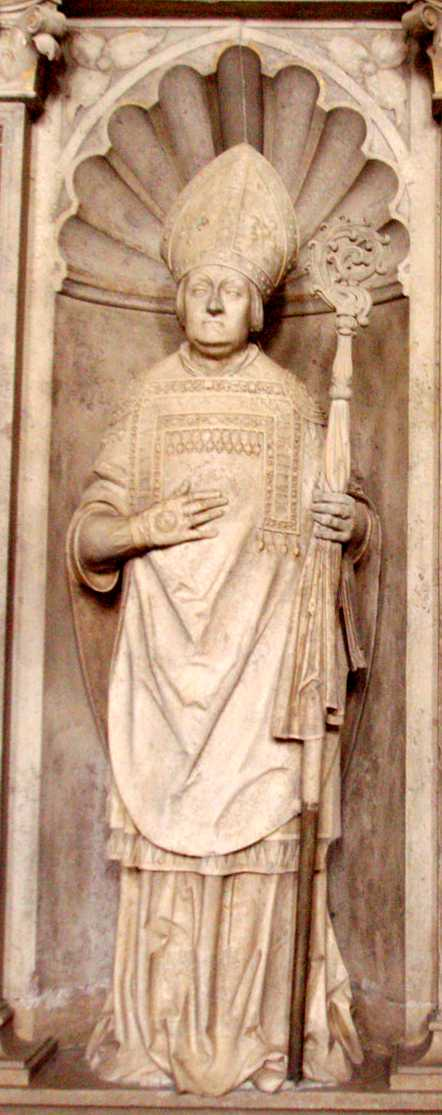
Gabriel von Eyb (1455–1535) Fürstbischof von Eichstätt (1496–1535)
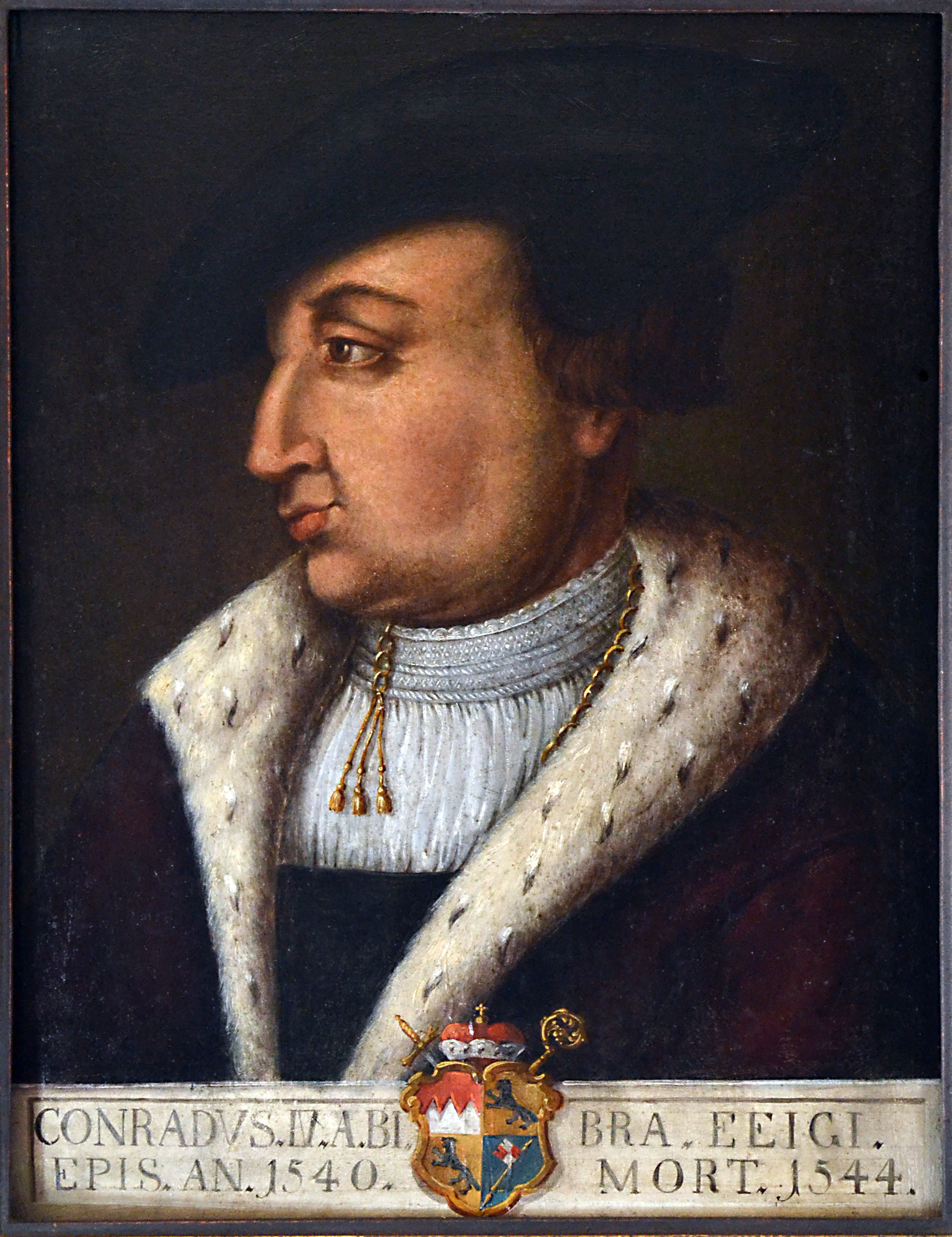
Konrad III. von Bibra (1490–1544) Bischof von Würzburg (1540–1544)
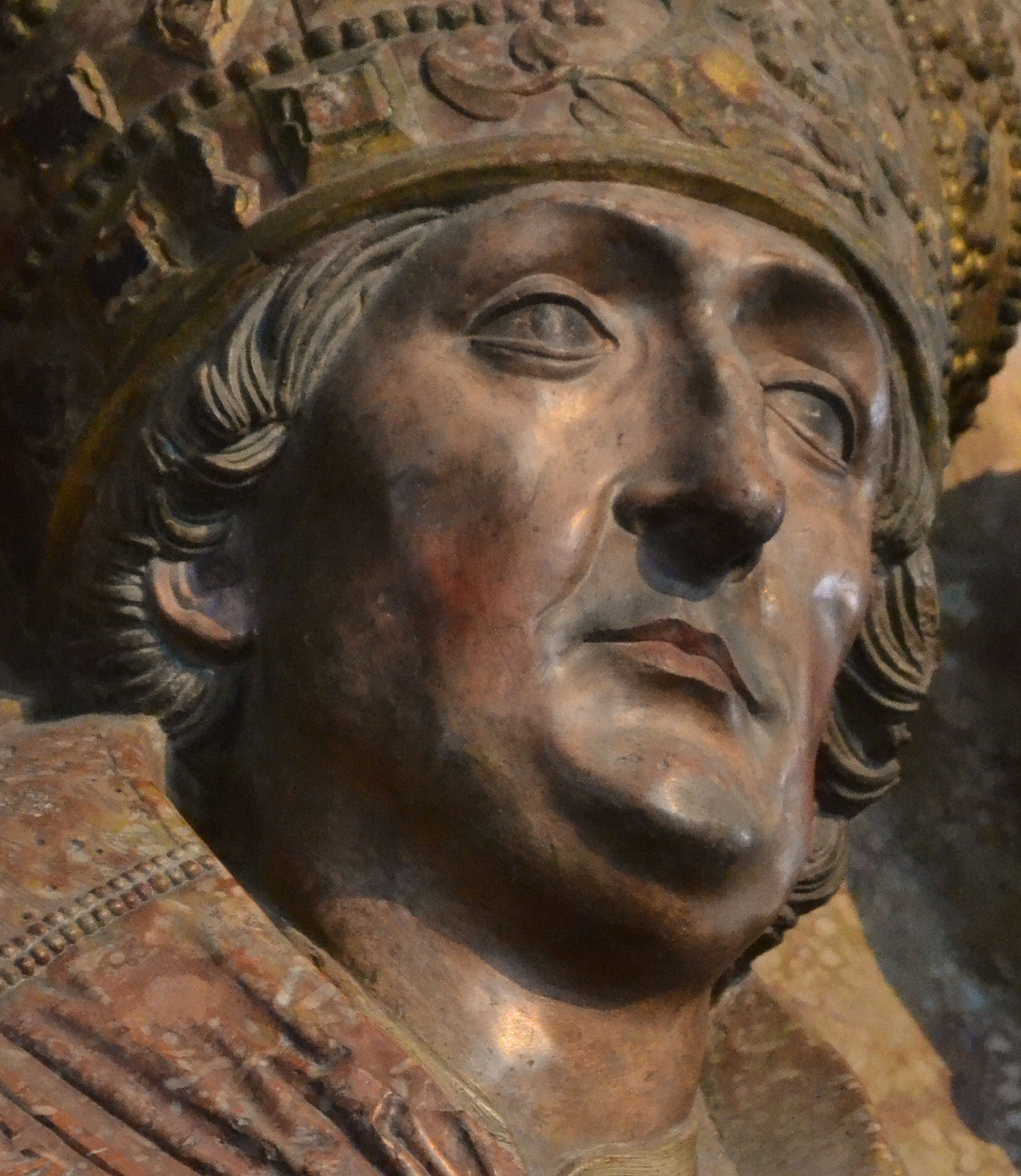
Lorenz von Bibra (1495–1519) Bischof von Würzburg (1495–1519)
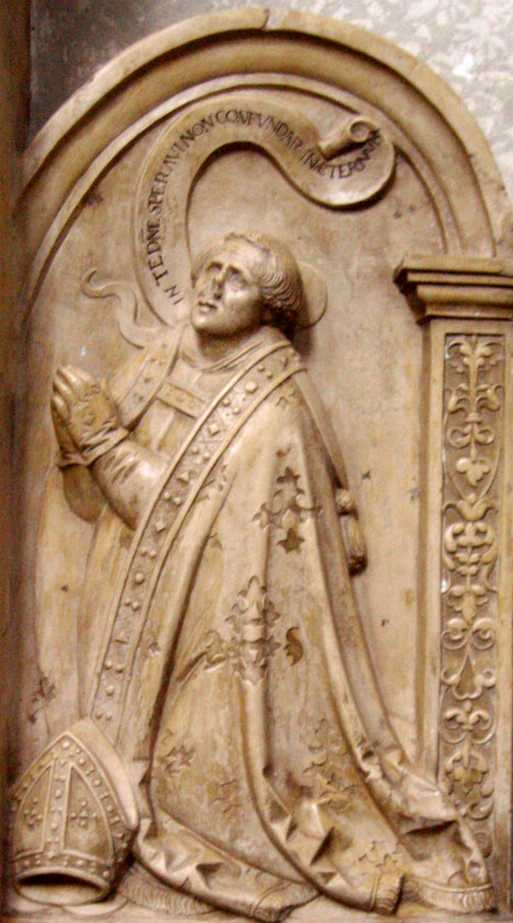
Moritz von Hutten (1503–1552) Fürstbischof von Eichstätt (1539–1552)
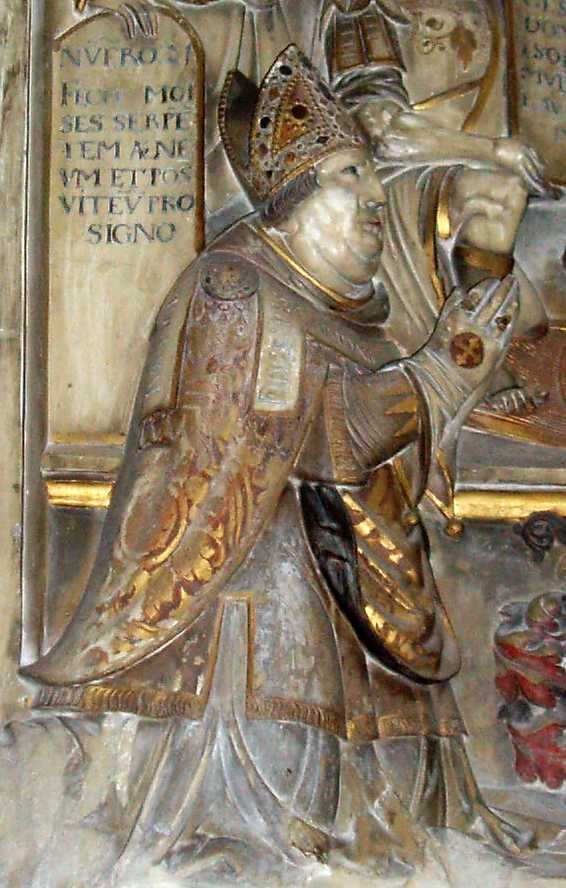
Martin von Schaumberg (1523–1590) Bischof von Eichstätt (1560–1590)
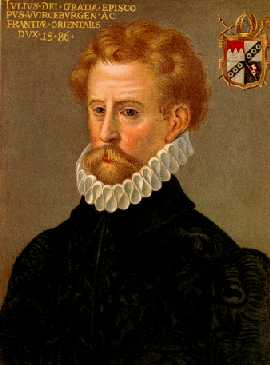
Julius Echter von Mespelbrunn (1545–1617), Bischof von Würzburg (1573–1617)
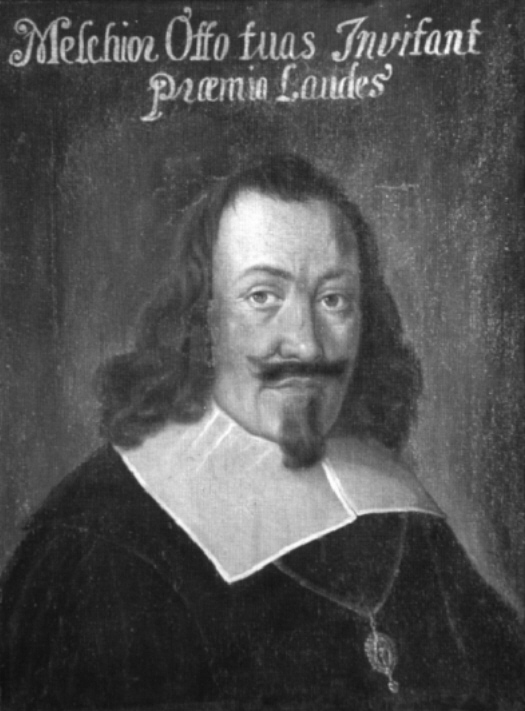
Melchior Otto Voit von Salzburg (1603–1653), Fürstbischof von Bamberg (1642–1653)
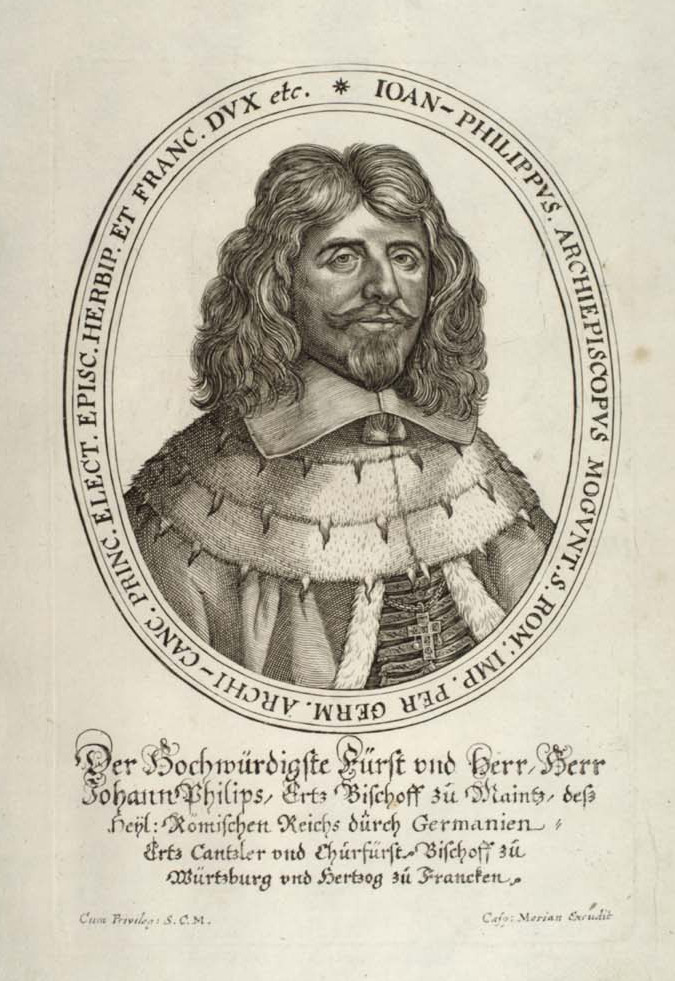
Johann Philipp von Schönborn (1605–1673), Erzbischof von Mainz (1647–1673), Bischof von Worms (1663–1673), Bischof von Würzburg (1642–1673)
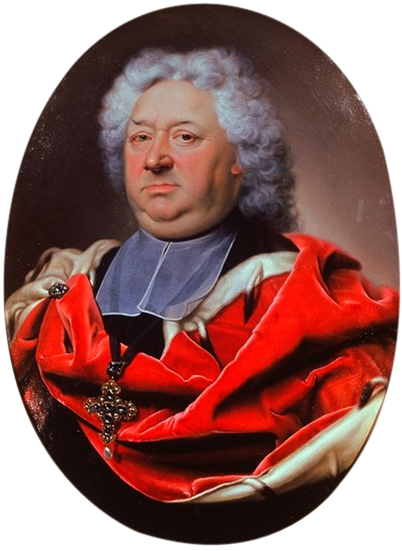
Lothar Franz von Schönborn (1655–1729), Erzbischof von Mainz (1694–1729), Bischof von Bamberg (1693–1729)
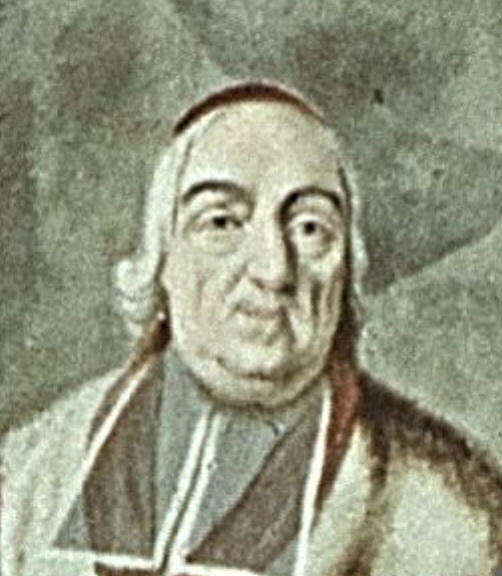
Damian Hugo Philipp von Schönborn-Buchheim (1676–1743), Fürstbischof von Speyer und Fürstpropst von Weißenburg (1719–1743), Fürstbischof von Konstanz (1740–1743)
Heinrich von Bibra (1711–1788) Fürstbischof von Fulda (1759–1788), Gemälde des Malers Johann Andreas Herrlein
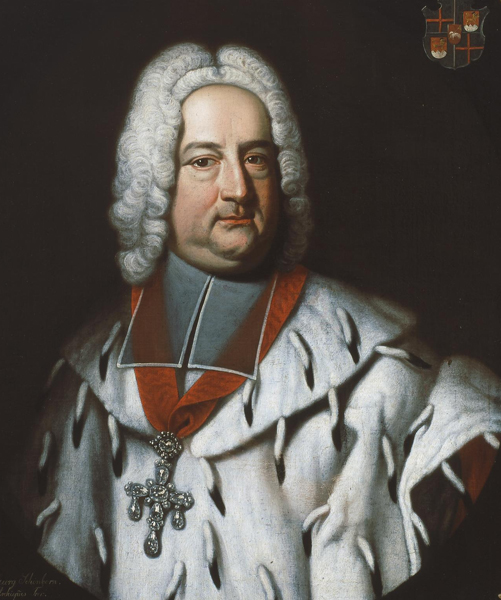
Franz Georg von Schönborn-Buchheim (1682–1756) Kurfürst und Erzbischof von Trier und Fürstabt von Prüm (1729–1756), Fürstbischof von Worms (1732–1756), Fürstpropst von Ellwangen (1732–1756)
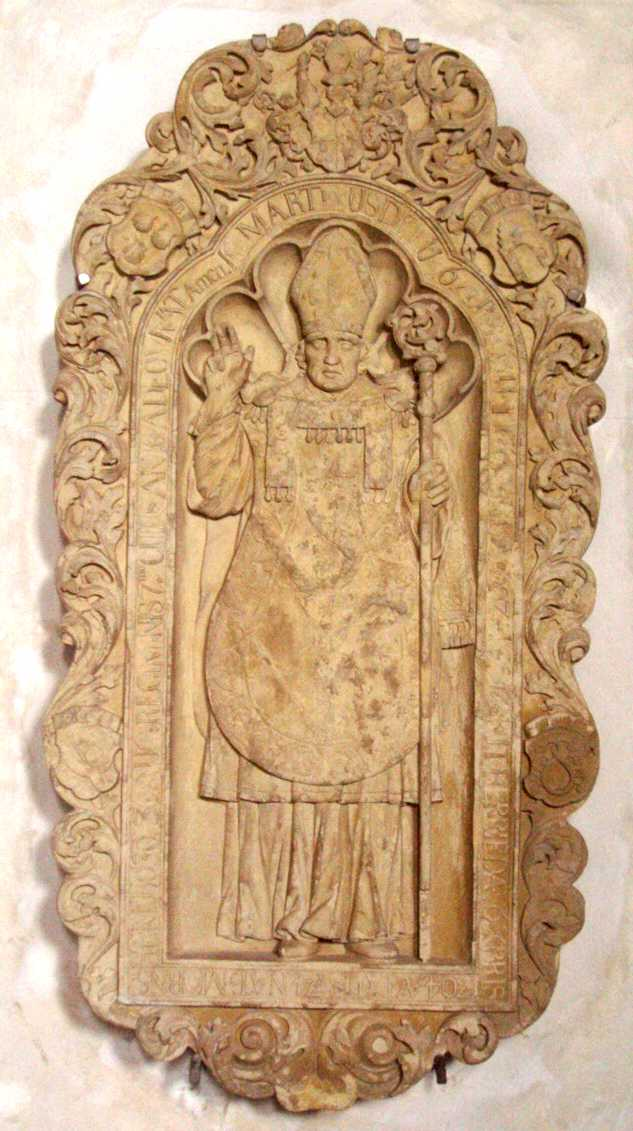
Johann Martin von Eyb (1630–1704) Fürstbischof von Eichstätt (1697–1704)
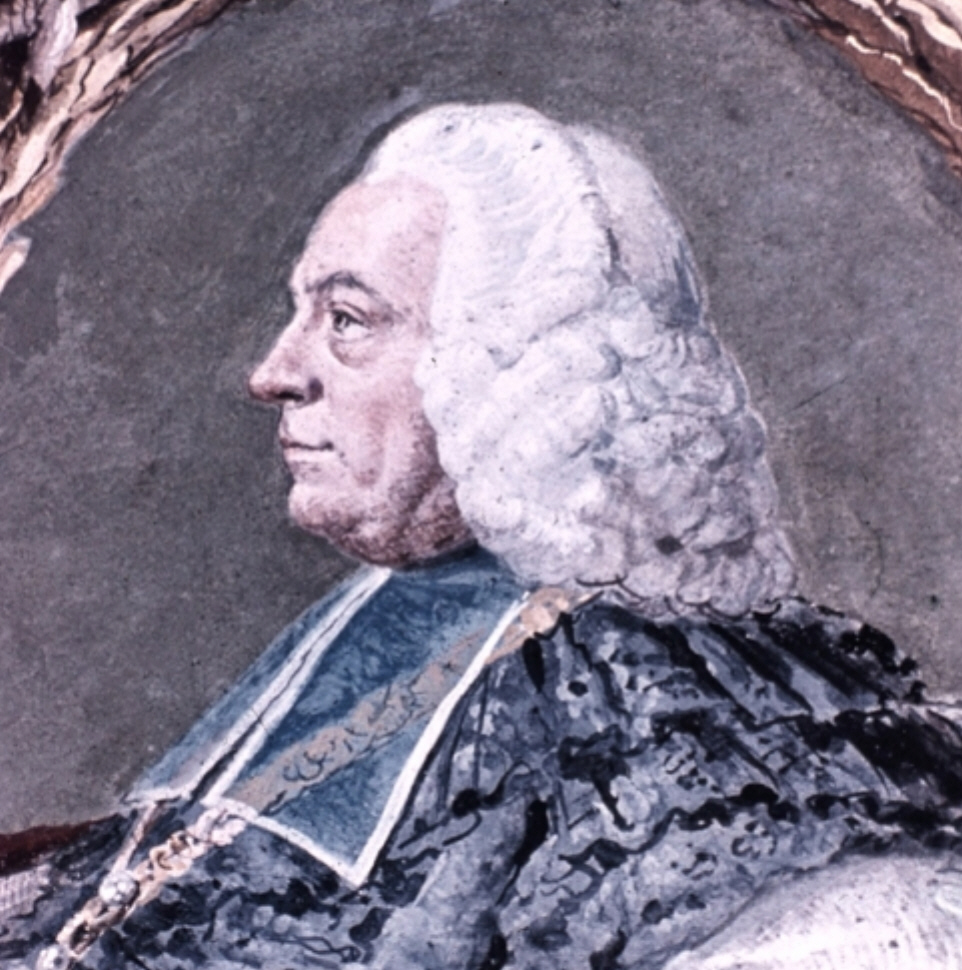
Karl Philipp von Greiffenclau-Vollraths (1690–1754) Fürstbischof von Würzburg (1749–1754)
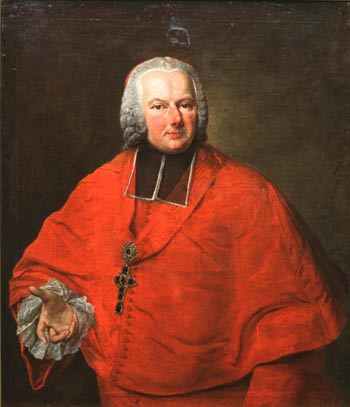
Franz Christoph von Hutten zum Stolzenberg (1706–1770) Fürstbischof von Speyer und Fürstpropst von Weißenburg (1743–1770)
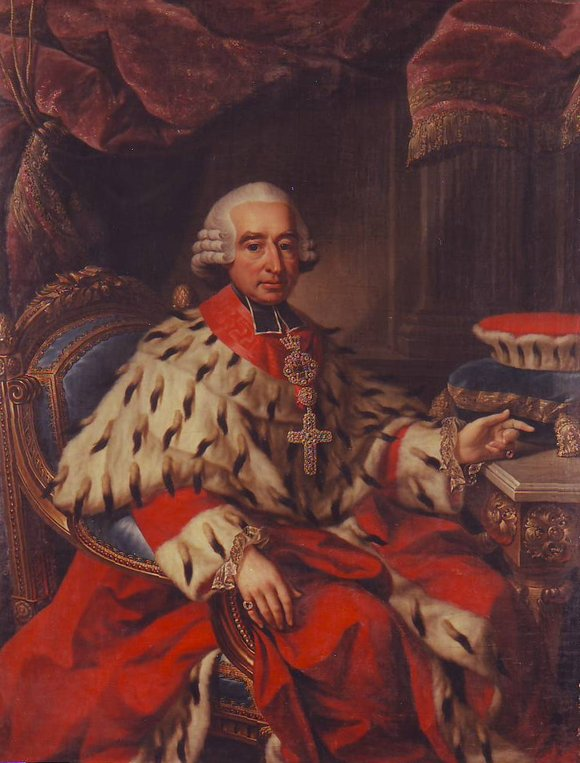
Friedrich Karl Joseph von Erthal (1719–1802) Erzbischof von Mainz und Bischof von Worms (1774–1802)

### Abbildungen aus späteren Jahrhunderten

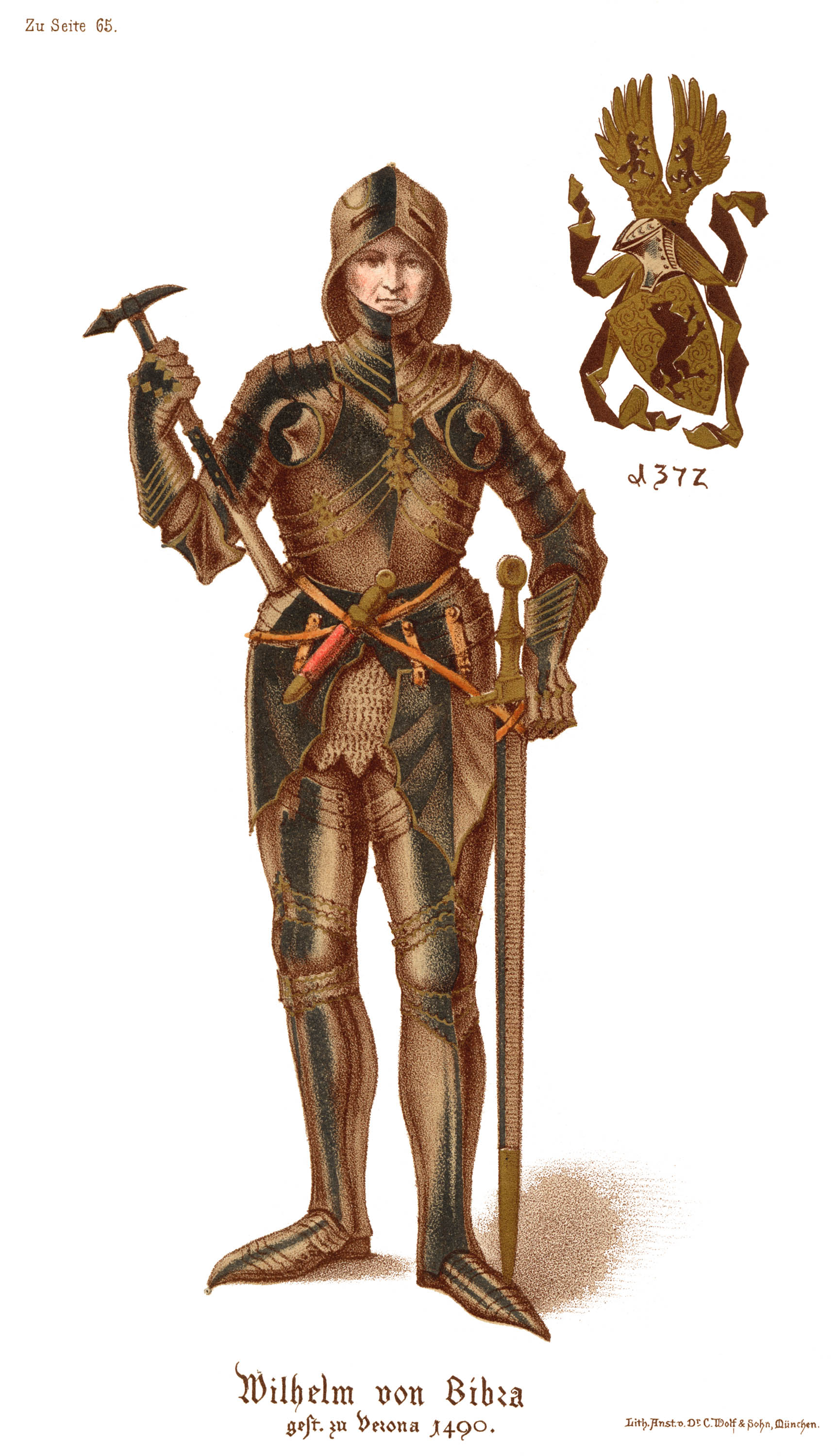
Wilhelm von Bibra (an das Epitaph angelehnte Darstellung von 1870)

## Weiterführende Personenlisten
- Liste hochadeliger Familien in Franken

### Adelsgeschlechter benachbarter Regionen
- Liste schwäbischer Adelsgeschlechter
- Liste bayerischer Adelsgeschlechter
- Liste thüringischer Rittergeschlechter
- Althessische Ritterschaft
- Patrizierfamilien in Nürnberg

### Listen mit kirchlichen Würdenträgern
- Liste der Erzbischöfe und Bischöfe von Bamberg
- Liste der Bamberger Domherren
- Liste der Bischöfe von Eichstätt
- Liste der Eichstätter Domherren
- Liste der Bischöfe von Würzburg
- Liste der Würzburger Domherren
- Liste der Bischöfe von Regensburg
- Liste der Weihbischöfe in Regensburg
- Liste der Regensburger Domherren
- Äbtissinnen des Klosters Obermünster
- Äbtissinnen des Klosters Niedermünster
- Äbtissinnen von Kloster Himmelkron
- Äbtissinnen von Kloster Hof
- Äbtissinnen von Kloster Sonnefeld

### Listen mit Ordensmitgliedern
- Ritter des Schwarzen Adlerordens
- Liste von Rittern des Deutschen Ordens
- Liste von Bischöfen des Deutschen Ordens
- Liste der Hochmeister des Deutschen Ordens
- Liste der Landkomture der Ballei Franken
- Liste der Adelsfamilien in der Gesellschaft mit dem Esel

### Zur Ritterschaft in Franken allgemein
- Johann Kaspar Bundschuh: Versuch einer Historisch-Topographisch-Statistischen Beschreibung der unmittelbaren Freyen Reichs-Ritterschaft in Franken nach seinen sechs Orten. Ulm, 1801, books.google.de
- Rudolf Endres: Der Fränkische Reichskreis. Haus der bayerischen Geschichte, Heft 29/03, Augsburg, 2004 (das Heft ist als PDF verfügbar, vgl. Weblinks).
- F. Kubu: Die staufische Ministerialität im Egerland. Pressath 1995.
- Anton P. Rahrbach: Reichsritter in Mainfranken: Zu Wappen und Geschichte fränkischer Adelsfamilien. Bauer & Raspe Die Siebmacher’schen Wappenbücher, Neustadt an der Aisch 2003.
- Johann Siebmacher (Begr.), Horst Appuhn (Hrsg.): Johann Siebmachers Wappenbuch von 1605. Orbis, München 1999, ISBN 3-572-10050-X.
- Cord Ulrichs: Vom Lehnshof zur Reichsritterschaft – Strukturen des fränkischen Niederadels am Übergang vom späten Mittelalter zur frühen Neuzeit. Franz Steiner Verlag Stuttgart, Stuttgart 1997, ISBN 3-515-07109-1.

### Zur Bestimmung der örtlichen Verbreitung der einzelnen Familien
- August Gebeßler: Stadt und Landkreis Bayreuth. Die Kunstdenkmäler von Bayern, Kurzinventare, VI. Band. Deutscher Kunstverlag. München 1959.
- August Gebeßler: Stadt und Landkreis Hof. Die Kunstdenkmäler von Bayern, Kurzinventare, VII. Band. Deutscher Kunstverlag. München 1960.
- Bernhard Hermann Röttger: Landkreis Wunsiedel und Stadtkreis Marktredtwitz. In: Die Kunstdenkmäler von Bayern, VIII. Regierungsbezirk Oberfranken, Band 1. München 1954, ISBN 3-486-41941-2.

### Genealogische Werke
- Johann Gottfried Biedermann: Geschlechts=Register Der Reichs–Frey–unmittelbaren Ritterschaft Landes zu Francken Löblichen Orts=Gebürg…. Bamberg 1747.
- Johann Gottfried Biedermann: Geschlechts=Register Der Reichs Frey unmittelbaren Ritterschafft Landes zu Francken löblichen Orts Ottenwald … Kulmbach 1751.
- Johannes Bischoff: Genealogie der Ministerialen von Blassenberg und Freiherren von (und zu) Guttenberg 1148–1970. Würzburg 1971.
- Peter Braun: Die Herren von Sparneck. Stammbaum, Verbreitung, Kurzinventar. In: Archiv für Geschichte von Oberfranken. 82 (2002); S. 71–106.
- Alban von Dobeneck: Geschichte des ausgestorbenen Geschlechtes der von Sparneck (Teil 1). In: Archiv für Geschichte von Oberfranken. 22,3 (1905); S. 1–65. Nachdruck: ISBN 978-3-8370-8717-8.
- Alban von Dobeneck: Geschichte des ausgestorbenen Geschlechtes der von Sparneck (Teil 2). In: Archiv für Geschichte von Oberfranken. 23,1 (1906); S. 1–56. Nachdruck: ISBN 978-3-8370-8717-8.
- Alban von Dobeneck: Geschichte des ausgestorbenen Geschlechtes von Kotzau. In: Archiv für Geschichte von Oberfranken. Bayreuth 1909.
- Alban von Dobeneck: Geschichte des ausgestorbenen Geschlechtes von Lüchau. In: Archiv für Geschichte von Oberfranken. Bayreuth 1911.
- Arnold Freiherr von Dobeneck: Zur Geschichte des erloschenen Geschlechtes der Rabensteiner von Doehlau. In: Archiv für Geschichte von Oberfranken. Bayreuth 1914.
- Harald Stark: Die Familie Notthafft–auf Spurensuche im Egerland, in Bayern und Schwaben. Weißenstadt 2006, ISBN 3-926621-46-X.

### Archive
- Bayerisches Hauptstaatsarchiv
- Staatsarchiv Amberg, Staatsarchiv Augsburg,[72] Staatsarchiv Bamberg,[73] Staatsarchiv Coburg, Staatsarchiv Landshut, Staatsarchiv Nürnberg,[71] Staatsarchiv Würzburg[74]